# Marthon
Marthon (Marton en limousin, dialecte occitan) est une commune du Sud-Ouest de la France située dans le département de la Charente (région Nouvelle-Aquitaine).
Ses habitants sont les Marthonnais et les Marthonnaises.

## Géographie

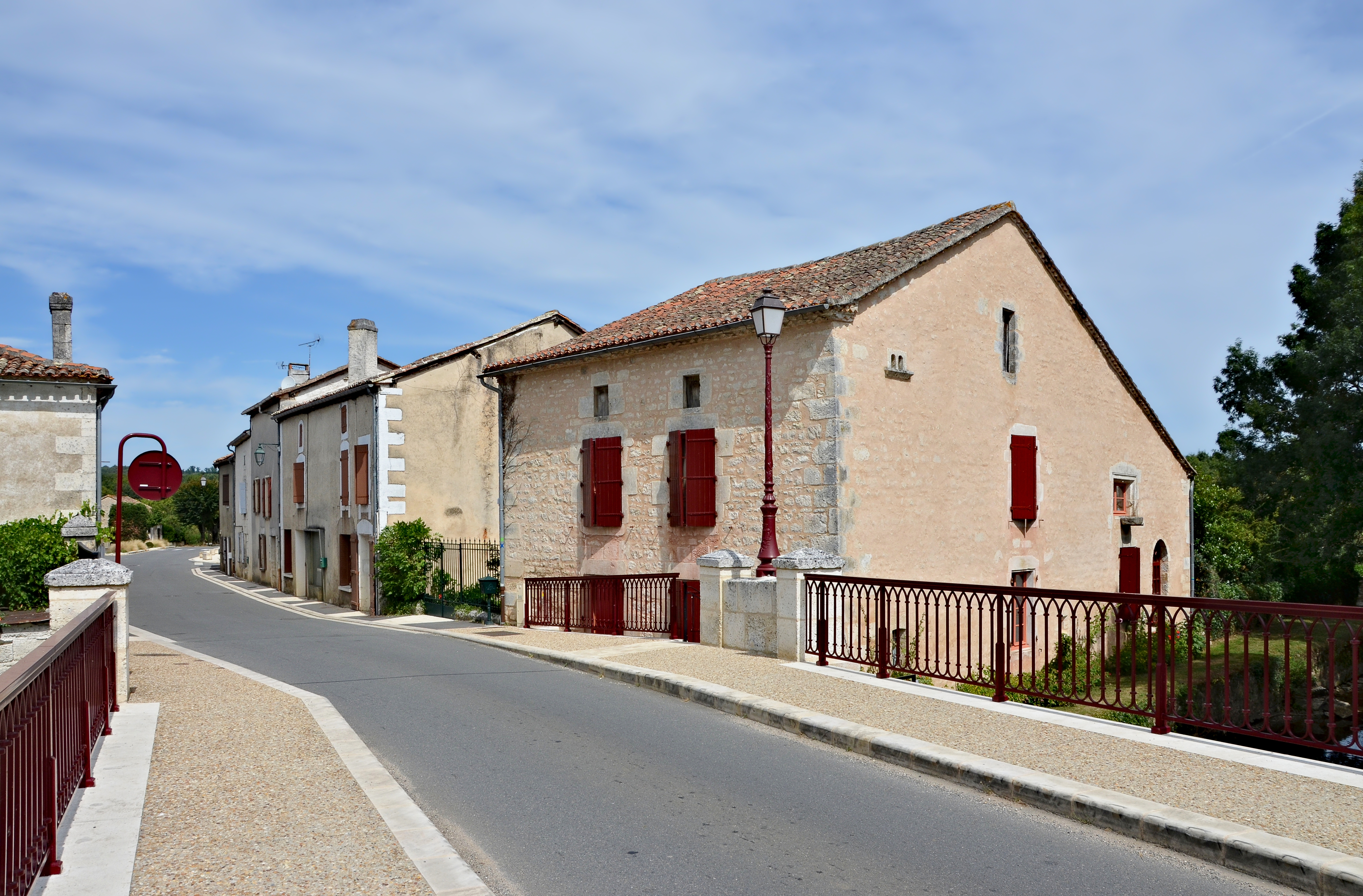
La D 16 depuis le pont sur le Bandiat.

### Localisation et accès
Le bourg de Marthon est situé à 8 km au sud-ouest de Montbron et 23 km au sud-est d'Angoulême, dans la vallée du Bandiat.
Marthon est aussi à 15 km au sud-est de La Rochefoucauld, 19 km au nord-ouest de Villebois-Lavalette et 19 km au nord-est de Nontron.
Deux voies principales se croisent dans le bourg de Marthon : la route d'Angoulême à Nontron (D 4 de Garat à Souffrignac), et la D 16 de Confolens à Montmoreau qui parcourt toute la commune du nord au sud.

### Hameaux et lieux-dits
Les principaux hameaux de la commune sont : Saint-Sauveur, dans le nord de la commune, autrefois siège d'une petite paroisse, réunie à Marthon au XVIIIe siècle ; Chez Trape, sur la route de Montbron ; les Métairies ; le Maine, le Petit Breuil et le Grand Breuil, dans le sud de la commune, etc..

### Communes limitrophes
|                           | Vouthon | Montbron  |
| Saint-Germain-de-Montbron | Marthon | Feuillade |
| Grassac                   |         |           |

### Géologie et relief
Le terrain communal est calcaire et date du Jurassique moyen (Bajocien, Bathonien et Callovien). Les flancs de la vallée du Bandiat sont recouverts par endroits par des colluvions, sables argileux, ainsi que les plateaux au nord de la commune, tandis que le fond est occupé par des alluvions (sable et galets) datant du quaternaire (Pléistocène). Quelques failles est-ouest fissurent localement ces plateaux karstiques,,.
Le relief de la commune est celui d'un plateau, plus vallonné au nord, traversé d'est en ouest par la vallée du Bandiat. Le point culminant est à une altitude de 196 m, situé sur la limite nord-est dans la forêt, au nord de Limérac. Le point le plus bas est à 92 m, situé au fond d'une fosse aux Guillemies, au sud-ouest. Le bourg, au bord du Bandiat, s'étage entre 100 et 120 m d'altitude.

### Hydrographie

#### Réseau hydrographique
La commune est située dans le bassin versant de la Charente au sein du Bassin Adour-Garonne. Elle est drainée par le Bandiat, qui constituent un réseau hydrographique de 4 km de longueur totale,.
Le centre de la commune de Marthon est occupé par la vallée du Bandiat, sous-affluent de la Charente. Au nord et au sud, la vallée est dominée par de hauts plateaux boisés, principalement au nord, où l'on cultive essentiellement des céréales. Le bourg est situé sur la rive gauche du Bandiat. Ce cours d'eau, d'une longueur totale de 91,2 km, prend sa source en Haute-Vienne, dans la commune de La Chapelle-Montbrandeix, et se jette  dans la Tardoire à Agris, après avoir traversé 22 communes.

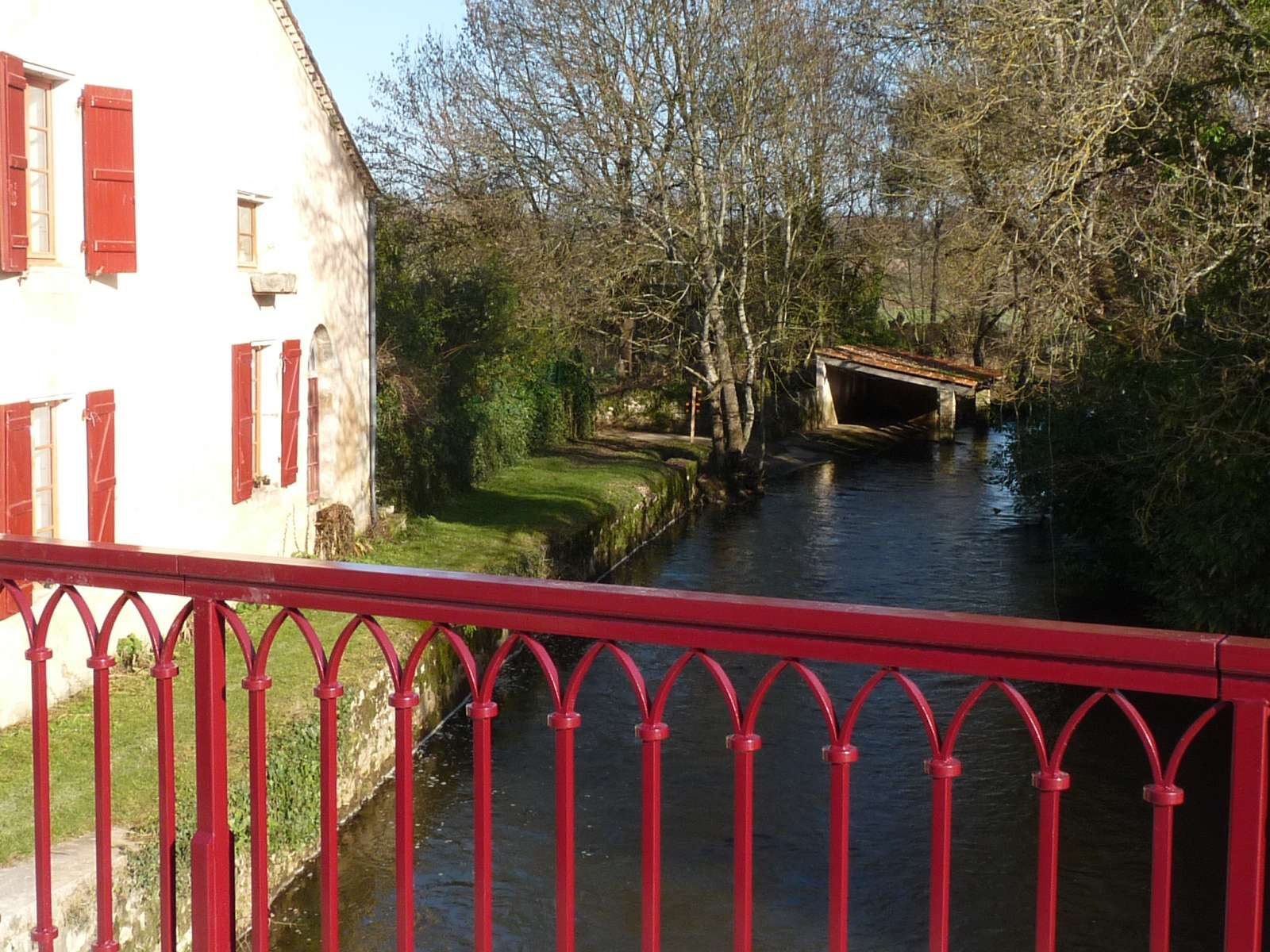
Le Bandiat à Marthon.
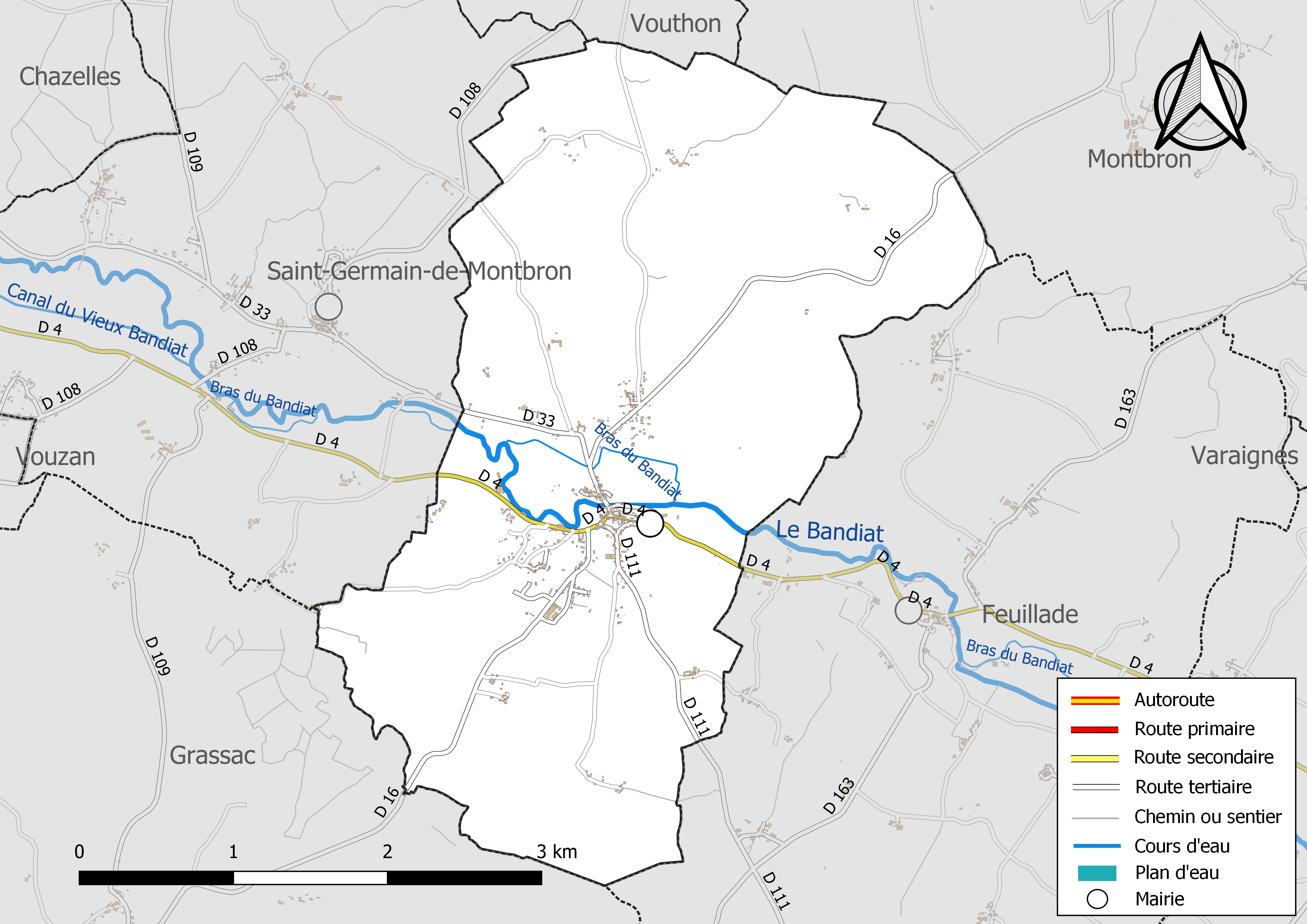
Réseaux hydrographique et routier de Marthon

#### Gestion des eaux
Le territoire communal est couvert par le schéma d'aménagement et de gestion des eaux (SAGE) « Charente ». Ce document de planification, dont le territoire correspond au bassin de la Charente, d'une superficie de 9 300 km2, a été approuvé le 19 novembre 2019. La structure porteuse de l'élaboration et de la mise en œuvre est l'établissement public territorial de bassin Charente. Il définit sur son territoire les objectifs généraux d’utilisation, de mise en valeur et de protection quantitative et qualitative des ressources en eau superficielle et souterraine, en respect des objectifs de qualité définis dans le troisième SDAGE  du Bassin Adour-Garonne qui couvre la période 2022-2027, approuvé le 10 mars 2022.

### Climat
Comme dans les trois quarts sud et ouest du département, le climat est océanique aquitain.

## Urbanisme

### Typologie
Au 1er janvier 2024, Marthon est catégorisée commune rurale à habitat dispersé, selon la nouvelle grille communale de densité à 7 niveaux définie par l'Insee en 2022.
Elle est située hors unité urbaine. Par ailleurs la commune fait partie de l'aire d'attraction d'Angoulême, dont elle est une commune de la couronne,. Cette aire, qui regroupe 94 communes, est catégorisée dans les aires de 50 000 à moins de 200 000 habitants,.

### Occupation des sols
L'occupation des sols de la commune, telle qu'elle ressort de la base de données européenne d’occupation biophysique des sols Corine Land Cover (CLC), est marquée par l'importance des territoires agricoles (50 % en 2018), en diminution par rapport à 1990 (50,9 %). La répartition détaillée en 2018 est la suivante : 
forêts (41,7 %), terres arables (26,9 %), zones agricoles hétérogènes (15,3 %), prairies (7,8 %), zones urbanisées (4,3 %), zones industrielles ou commerciales et réseaux de communication (2 %), milieux à végétation arbustive et/ou herbacée (2 %). L'évolution de l’occupation des sols de la commune et de ses infrastructures peut être observée sur les différentes représentations cartographiques du territoire : la carte de Cassini (XVIIIe siècle), la carte d'état-major (1820-1866) et les cartes ou photos aériennes de l'IGN pour la période actuelle (1950 à aujourd'hui).

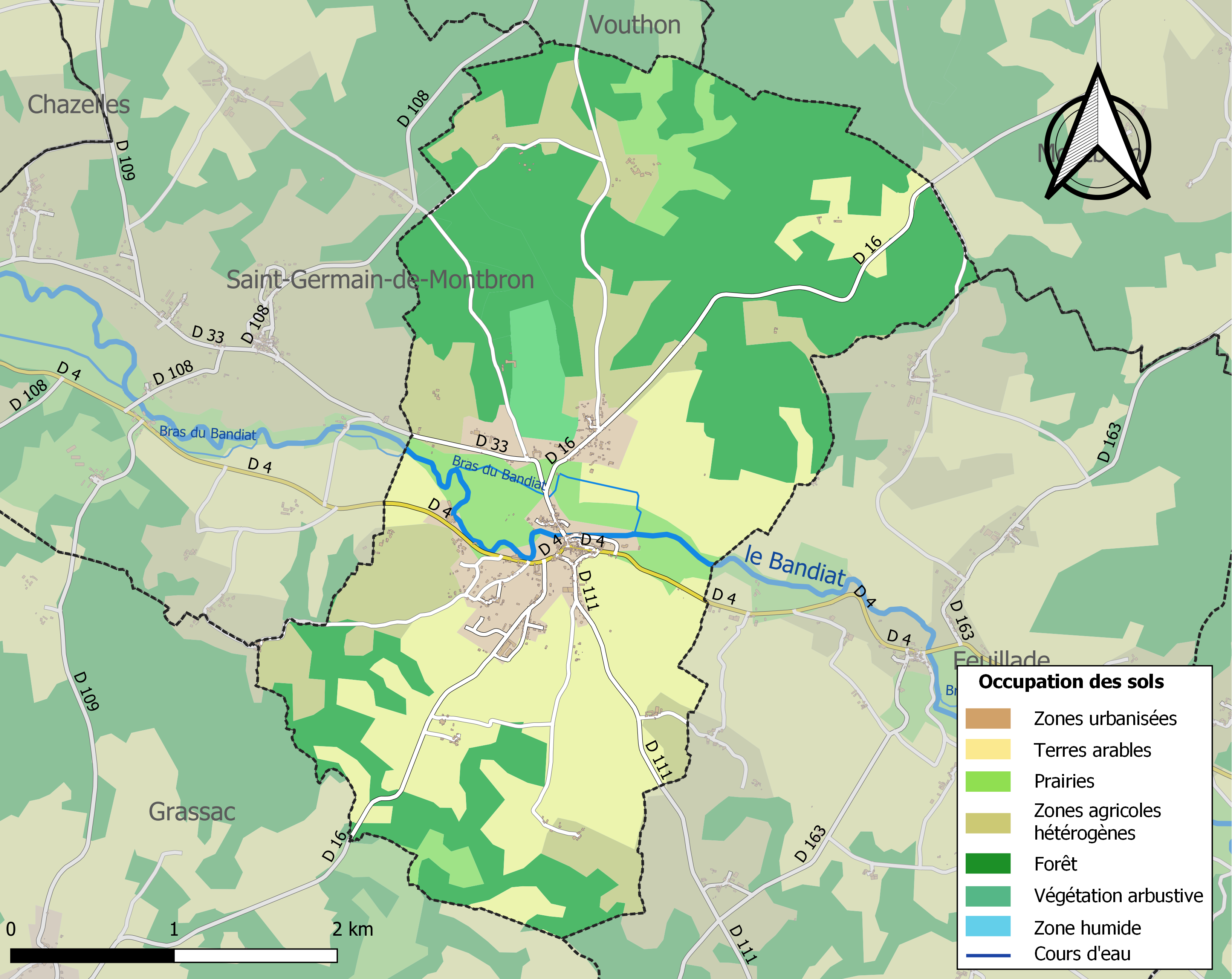
Carte des infrastructures et de l'occupation des sols de la commune en 2018 (CLC).

### Risques majeurs
Le territoire de la commune de Marthon est vulnérable à différents aléas naturels : météorologiques (tempête, orage, neige, grand froid, canicule ou sécheresse), inondations, mouvements de terrains et séisme (sismicité faible). Un site publié par le BRGM permet d'évaluer simplement et rapidement les risques d'un bien localisé soit par son adresse soit par le numéro de sa parcelle.
Certaines parties du territoire communal sont susceptibles d’être affectées par le risque d’inondation par débordement de cours d'eau, notamment le Bandiat. La commune a été reconnue en état de catastrophe naturelle au titre des dommages causés par les inondations et coulées de boue survenues en 1982, 1983, 1999 et 2008,.

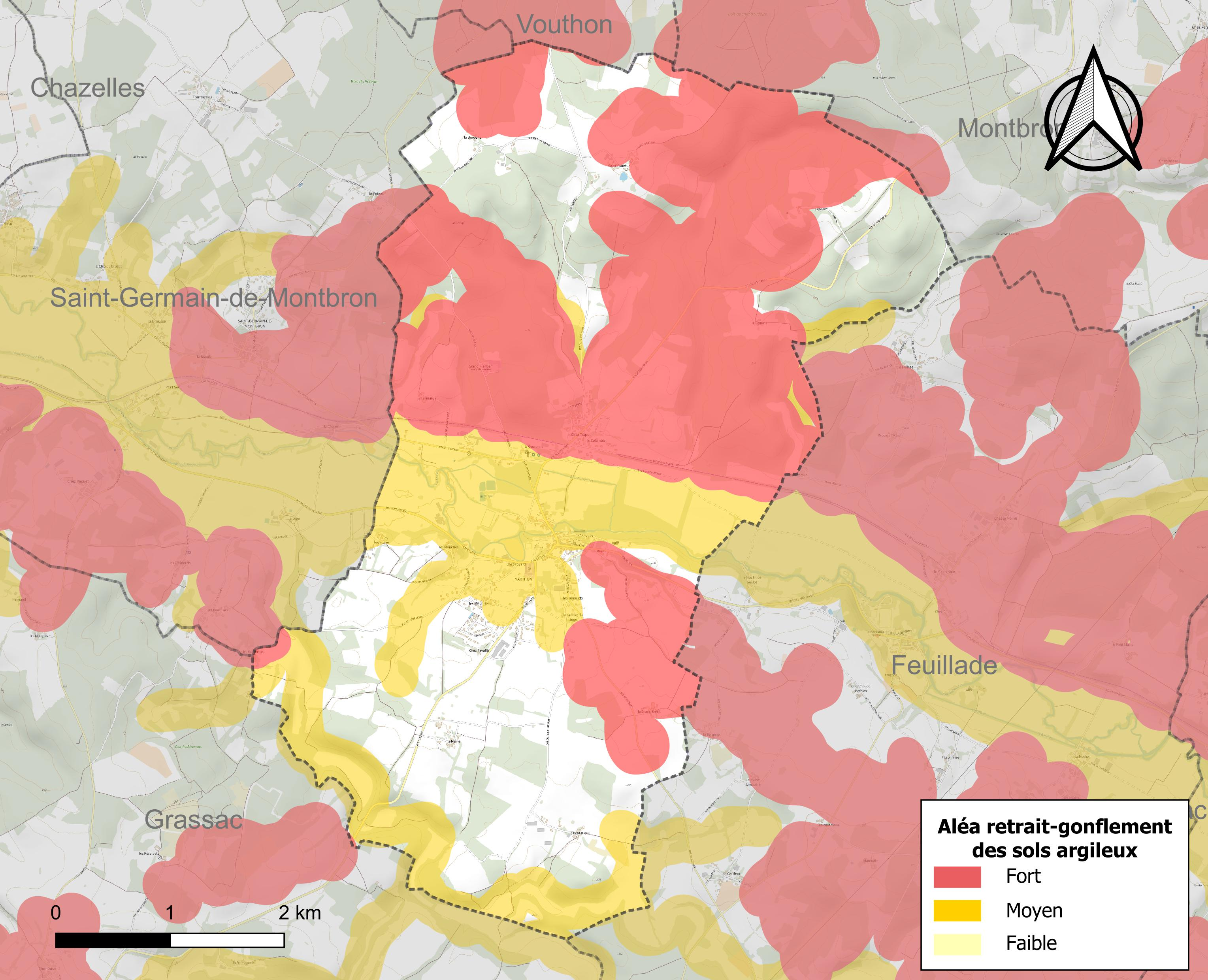
Carte des zones d'aléa retrait-gonflement des sols argileux de Marthon.

Les mouvements de terrains susceptibles de se produire sur la commune sont des affaissements et effondrements liés aux cavités souterraines (hors mines). Par ailleurs, afin de mieux appréhender le risque d’affaissement de terrain, l'inventaire national des cavités souterraines permet de localiser celles situées sur la commune.
Le retrait-gonflement des sols argileux est susceptible d'engendrer des dommages importants aux bâtiments en cas d’alternance de périodes de sécheresse et de pluie. 67,1 % de la superficie communale est en aléa moyen ou fort (67,4 % au niveau départemental et 48,5 % au niveau national). Sur les 280 bâtiments dénombrés sur la commune en 2019,  210 sont en aléa moyen ou fort, soit 75 %, à comparer aux 81 % au niveau départemental et 54 % au niveau national. Une cartographie de l'exposition du territoire national au retrait gonflement des sols argileux est disponible sur le site du BRGM,.
Par ailleurs, afin de mieux appréhender le risque d’affaissement de terrain, l'inventaire national des cavités souterraines permet de localiser celles situées sur la commune.
Concernant les mouvements de terrains, la commune a été reconnue en état de catastrophe naturelle au titre des dommages causés par la sécheresse en 2003 et 2011 et par des mouvements de terrain en 1999.

## Toponymie
Les formes anciennes sont Martonno, Marton en 1060-1075, Marthonium en 1331, Marto au XIVe siècle.
L'origine du nom de Marthon remonterait à un nom de personne gaulois Marto- auquel est apposé le suffixe -onem. La ressemblance avec le diminutif de Marthe a provoqué l'addition de la lettre H.

### Langues
La commune est dans la partie occitane de la Charente qui en occupe le tiers oriental, et le dialecte est limousin. Elle se nomme Marton en occitan.

## Histoire

### Les seigneurs avant la Révolution
La châtellenie de Marthon est, jusqu'à la Révolution, l'une des plus importantes de l'Angoumois. Sa juridiction s'étend sur quatorze paroisses et ses seigneurs ont droit de haute, moyenne et basse justice dans toute l'étendue de la châtellenie. La situation de Marthon, aux confins de l'Angoumois et du Périgord, en fait une possession importante pour ses seigneurs qui, de là, peuvent surveiller toute la vallée du Bandiat.
Le témoin de cette époque est le vieux donjon, à moitié démantelé, qui domine le bourg.
Le plus ancien seigneur que l'on connaisse est Hugues de Marthon, fils de Robert de Montbron, qui meurt dans les premières années du XIIe siècle. Il laisse trois enfants, dont l'aîné, Robert de Marthon, lui succède dans la baronnie. Ce dernier est un grand bienfaiteur de l'Église, faisant notamment d'importantes donations aux abbayes de Grosbot et La Couronne.
Robert de Marthon s'est marié avec Emma de La Rochefoucauld, fille d'Adémar et héritière de Gui III de La Rochefoucauld. Après lui, la baronnie de Marthon passe aux mains de la famille de La Rochefoucauld, par Guy, fils de Robert de Marthon et d'Emma de La Rochefoucauld. Gui a relevé le nom de La Rochefoucauld. Il apparaît dans la généalogie comme Gui IV de la Rochefoucauld, seigneur de La Rochefoucauld, Verteuil, Marthon et Blanzac.
Pendant la guerre de Cent Ans, les seigneurs de Marthon restent fidèles aux rois de France, en défendant vaillamment leur cause. Aussi, dans la nuit du 5 au 6 mai 1347, les Anglais mettent le feu au château de Marthon et ravagent toute la châtellenie. Plus tard, lors des démêlés du roi Louis XI avec son frère Charles, duc de Guyenne, l'armée royale trouve, dans le château de Marthon, un appui solide.
Jusqu'au XVIe siècle, la baronnie de Marthon appartient aux aînés de la famille de La Rochefoucauld. Mais en 1521 ou 1522, François Ier de La Rochefoucauld et sa femme, Louise de Crussol, abandonnent Marthon à leur fils cadet, Hubert de La Rochefoucauld qui sera le plus remarquable des seigneurs de Marthon ; il entre d'abord dans l'ordre de Malte, qu'il quitte en 1559, pour venir se fixer à Marthon.
Lorsqu'éclatent les guerres de religion, alors même que son neveu, François III de La Rochefoucauld, entraîne la plus grande partie de la noblesse angoumoisine dans le parti de la Réforme, le seigneur de Marthon reste fidèle à la foi de ses pères, et se met à la tête des troupes catholiques.
N'ayant pu reprendre aux protestants la ville d'Angoulême, il s'empare du château de Vouzan, dont le seigneur se trouve à Orléans, dans les rangs de l'armée protestante de son neveu, et le saccage, ainsi que ceux de Sers et Nanteuil.
Il vient alors assiéger Cognac, et, ne réussissant pas à reprendre cette place aux protestants, il se dirige vers Châteauneuf, dont il s'empare et où il se fortifie solidement.
Lorsque la paix est signée, le baron Hubert se retire à Marthon, où il meurt en 1566, sans laisser d'enfant.
Après sa mort, la baronnie de Marthon est partagée entre différents membres de la famille de La Rochefoucauld, et recouvre son unité seulement vers le milieu du XVIIe siècle, avec François de Roye, arrière-petit-neveu du baron Hubert.
Le 4 février 1712, ses héritiers vendent la baronnie de Marthon à Étienne Chérade, comte de Montbron. Ses descendants seront dépossédés à la Révolution. Le château est vendu comme bien national à Élie-Léonard Planty, premier maire de la commune en 1790.

#### Les fiefs de Marthon
La paroisse de Marthon possédait plusieurs autres fiefs, dont les principaux étaient ceux de la Couronne et de Limérac.
Le logis de la Couronne dépend de la baronnie de Marthon, « au devoir d'une paire d'éperons dorés, à nuance de seigneur et de vassal ». Dans le principe, ce domaine appartient aux moines de l'abbaye de La Couronne ; il faisait probablement partie des donations faites par Robert de Marthon à cette abbaye. Par la suite, cette terre est arrentée par les moines à diverses personnes.
Vers la fin de la guerre de Cent Ans, le domaine est à peu près complètement ruiné. Le 8 mars 1449, il est acquis par Bertrand Farinard, capitaine du château et de la ville de Marthon. Ses héritiers le conservent jusqu'en 1564 où par mariage, Mathieu de Chambes, seigneur de Vilhonneur, acquiert ce fief. Cette famille le gardera jusqu'à la fin du XVIIe siècle.
À partir de cette époque, le domaine de la Couronne change fréquemment de propriétaire.
Le fief de Limérac relève de l'évêché d'Angoulême. Au XIIIe siècle, ce fief appartient à la famille Amigon, d'où il passe dans la famille Vigier.
En 1541, le seigneur de Limérac est Vincent Hastelet, écuyer, maître de forges de Planchemesnier et, en 1554, ce fief est légué par Jean Hélie de Colonges à sa sœur Marguerite, qui a épousé Jacques de Devezeau, seigneur de Rancogne.
Le 1er avril 1585, ce dernier vend Limérac à Jean Béchade, juge assesseur de Marthon, dont le fils Étienne n'a pas d'enfant ; Limérac passe donc à Jacques de Fornel, mari d'Anne de Villars.

### Temps modernes
Entre 1870 et 1940, la commune était desservie par la ligne du Quéroy-Pranzac à Thiviers joignant Angoulême à Nontron, et la gare était située au Colombier. La voie a été déposée progressivement et le dernier tronçon encore ouvert au trafic marchandises a été fermé en 1985 ; il reliait Marthon au Quéroy, avec terminus de la ligne à Marthon, et desservait la scierie. Cet itinéraire est emprunté désormais par la « Flow Vélo », véloroute/voie verte V92 qui, sur près de 400 kilomètres, permet de relier Sarlat-la-Canéda et Île-d'Aix. Elle traverse le territoire communal sur deux kilomètres et demi.

## Administration

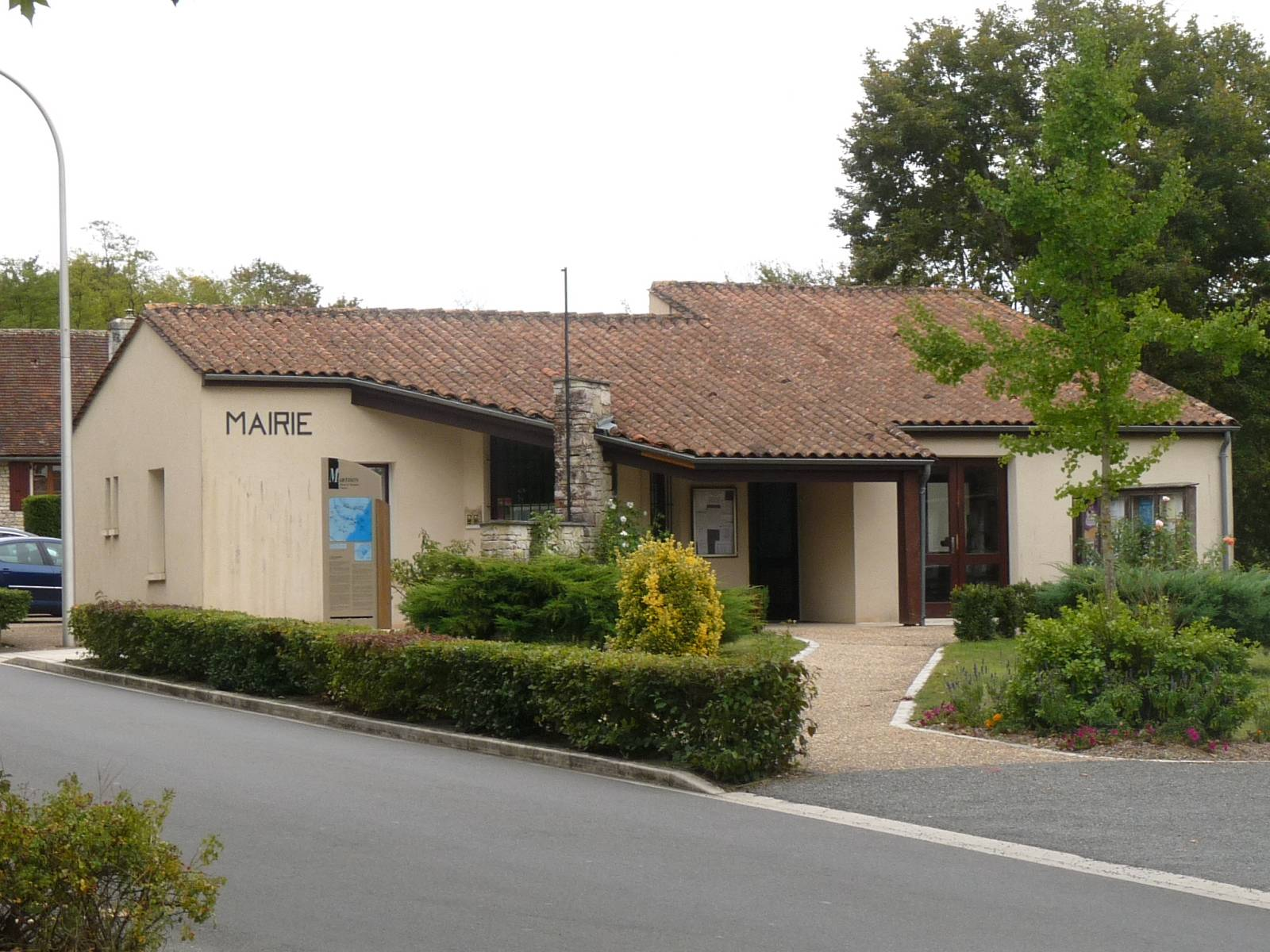
La mairie de Marthon.

Créée sous le nom de Marton en 1790 et chef-lieu de canton, la commune devient Marthon dans le canton de Montbron en 1801.
| Période                                  | Période  | Identité       | Étiquette | Qualité       |
| ---------------------------------------- | -------- | -------------- | --------- | ------------- |
| Les données manquantes sont à compléter. |          |                |           |               |
|                                          |          |                |           |               |
| avant 1988                               | ?        | Jean Demontoux |           |               |
|                                          |          |                |           |               |
| 1995                                     | En cours | Patrick Borie  | SE        | Retraité SNCF |

## Démographie

### Évolution démographique
L'évolution du nombre d'habitants est connue à travers les recensements de la population effectués dans la commune depuis 1793. Pour les communes de moins de 10 000 habitants, une enquête de recensement portant sur toute la population est réalisée tous les cinq ans, les populations de référence des années intermédiaires étant quant à elles estimées par interpolation ou extrapolation. Pour la commune, le premier recensement exhaustif entrant dans le cadre du nouveau dispositif a été réalisé en 2004.

En 2022, la commune comptait 547 habitants, en évolution de −1,97 % par rapport à 2016 (Charente : −0,48 %, France hors Mayotte : +2,11 %).
| 1793 | 1800 | 1806 | 1821 | 1831 | 1841 | 1846 | 1851 | 1856 |
| ---- | ---- | ---- | ---- | ---- | ---- | ---- | ---- | ---- |
| 506  | 520  | 547  | 569  | 627  | 624  | 629  | 657  | 654  |

| 1861 | 1866 | 1872 | 1876 | 1881 | 1886 | 1891 | 1896 | 1901 |
| ---- | ---- | ---- | ---- | ---- | ---- | ---- | ---- | ---- |
| 659  | 656  | 606  | 620  | 716  | 672  | 646  | 588  | 597  |

| 1906 | 1911 | 1921 | 1926 | 1931 | 1936 | 1946 | 1954 | 1962 |
| ---- | ---- | ---- | ---- | ---- | ---- | ---- | ---- | ---- |
| 598  | 596  | 563  | 537  | 504  | 508  | 521  | 525  | 537  |

| 1968 | 1975 | 1982 | 1990 | 1999 | 2004 | 2006 | 2009 | 2014 |
| ---- | ---- | ---- | ---- | ---- | ---- | ---- | ---- | ---- |
| 509  | 554  | 509  | 529  | 556  | 598  | 601  | 605  | 551  |

| 2019 | 2022 | - | - | - | - | - | - | - |
| ---- | ---- | - | - | - | - | - | - | - |
| 561  | 547  | - | - | - | - | - | - | - |

### Pyramide des âges
La population de la commune est relativement âgée.
En 2018, le taux de personnes d'un âge inférieur à 30 ans s'élève à 26,5 %, soit en dessous de la moyenne départementale (30,2 %). À l'inverse, le taux de personnes d'âge supérieur à 60 ans est de 39,4 % la même année, alors qu'il est de 32,3 % au niveau départemental.
En 2018, la commune comptait 267 hommes pour 293 femmes, soit un taux de 52,32 % de femmes, légèrement supérieur au taux départemental (51,59 %).
Les pyramides des âges de la commune et du département s'établissent comme suit.
| Hommes | Classe d’âge | Femmes |
| ------ | ------------ | ------ |
| 2,6    | 90 ou +      | 6,9    |
| 9,3    | 75-89 ans    | 17,4   |
| 21,6   | 60-74 ans    | 20,5   |
| 20,5   | 45-59 ans    | 21,1   |
| 13,8   | 30-44 ans    | 12,6   |
| 13,4   | 15-29 ans    | 12,6   |
| 18,7   | 0-14 ans     | 8,9    |

| Hommes | Classe d’âge | Femmes |
| ------ | ------------ | ------ |
| 1      | 90 ou +      | 2,7    |
| 9,2    | 75-89 ans    | 12     |
| 20,6   | 60-74 ans    | 21,3   |
| 20,7   | 45-59 ans    | 20,3   |
| 16,8   | 30-44 ans    | 16     |
| 15,6   | 15-29 ans    | 13,4   |
| 16,1   | 0-14 ans     | 14,3   |

### Remarques
Marthon fait preuve d'une grande stabilité démographique.

## Économie

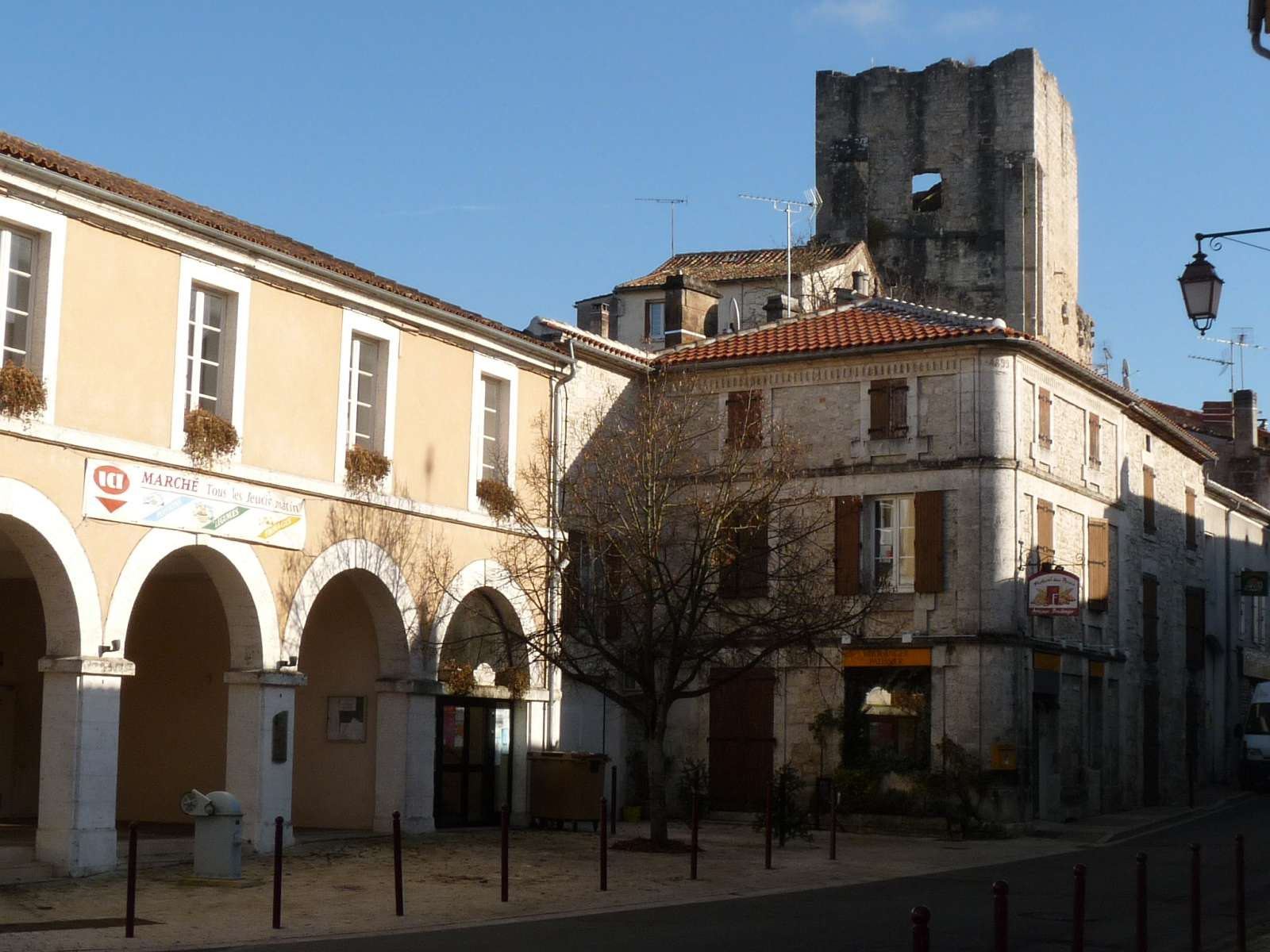
Commerces.

### Agriculture
La viticulture occupe une petite partie de l'activité agricole. La commune est située dans les Bons Bois, dans la zone d'appellation d'origine contrôlée du cognac.

### Commerces
Marthon offre de nombreux commerces de proximité.

## Équipements, services et vie locale

### Enseignement
Marthon possède une école primaire publique comprenant quatre classes (une classe maternelle et trois élémentaires). Le collège public du secteur est à Montbron.

### Culture
Marthon possède un cinéma : « Le Silverado ».
Un « Espace Livres » est à disposition des visiteurs.

## Lieux et monuments

### Patrimoine civil

#### Donjon

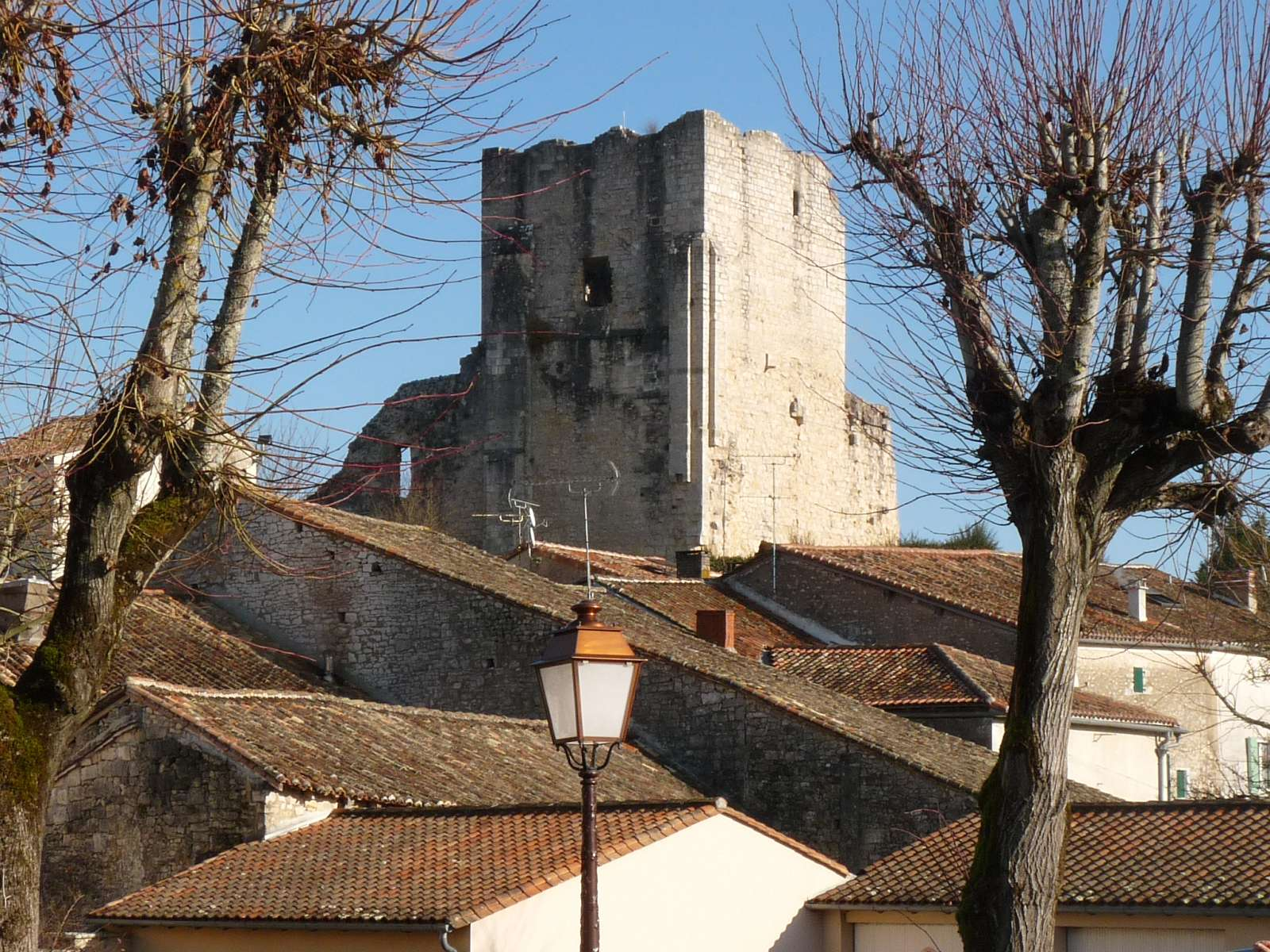
Le donjon vu du centre bourg.

Vestiges du donjon de Marthon des XIIe et XIIIe siècles, inscrit aux monuments historiques depuis 1928.

#### Château-neuf

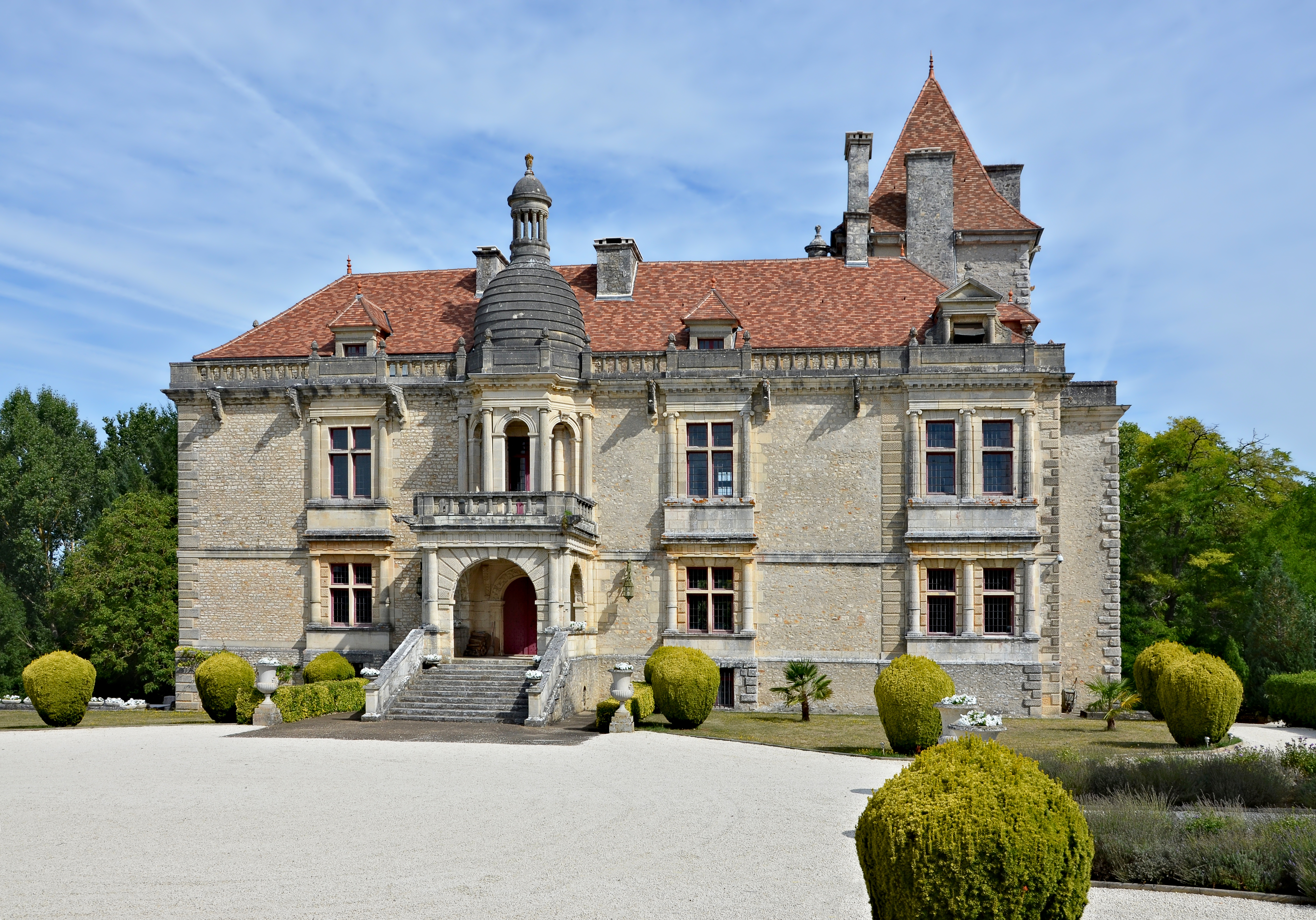
Le Château-neuf.

Construit sur l'emplacement d'un château roman incendié en 1347, le Château-neuf date de la Renaissance. Il a été fortement remanié au début du XXe siècle à l'initiative de Maurice Raynaud, député de la Charente.

#### Château de la Couronne

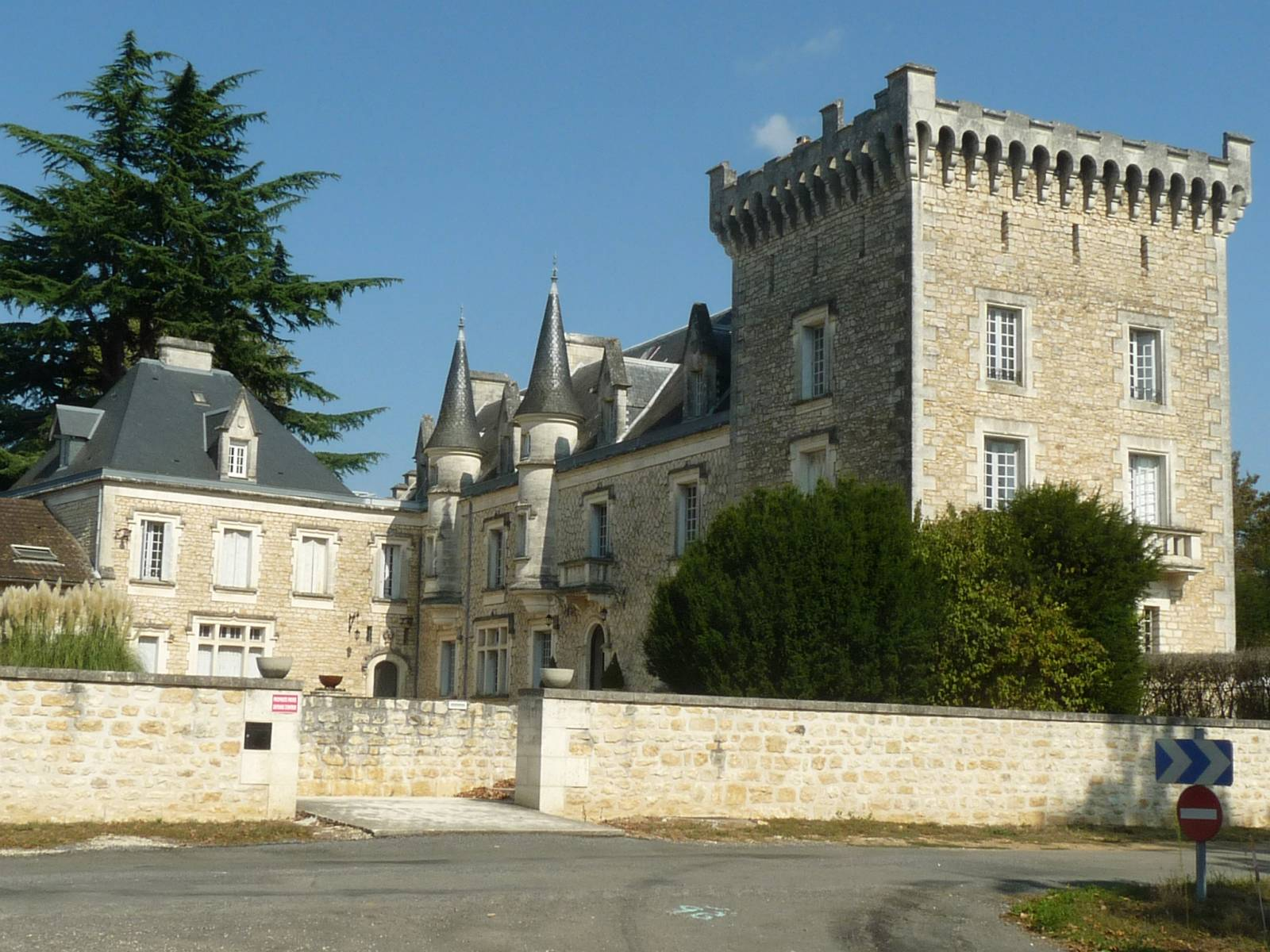
Château de la Couronne.

Situé à l'ouest de la commune, ce château a été transformé en hôtel.
En 2006, il a été le théâtre du film Nos jours heureux avec Jean-Paul Rouve.

### Patrimoine religieux

#### Église Saint-Martin
L'église Saint-Martin, romane, date du XIIe siècle; c'est l'église paroissiale, également inscrite monument historique depuis le 15 mai 1925.

Église Saint-Martin
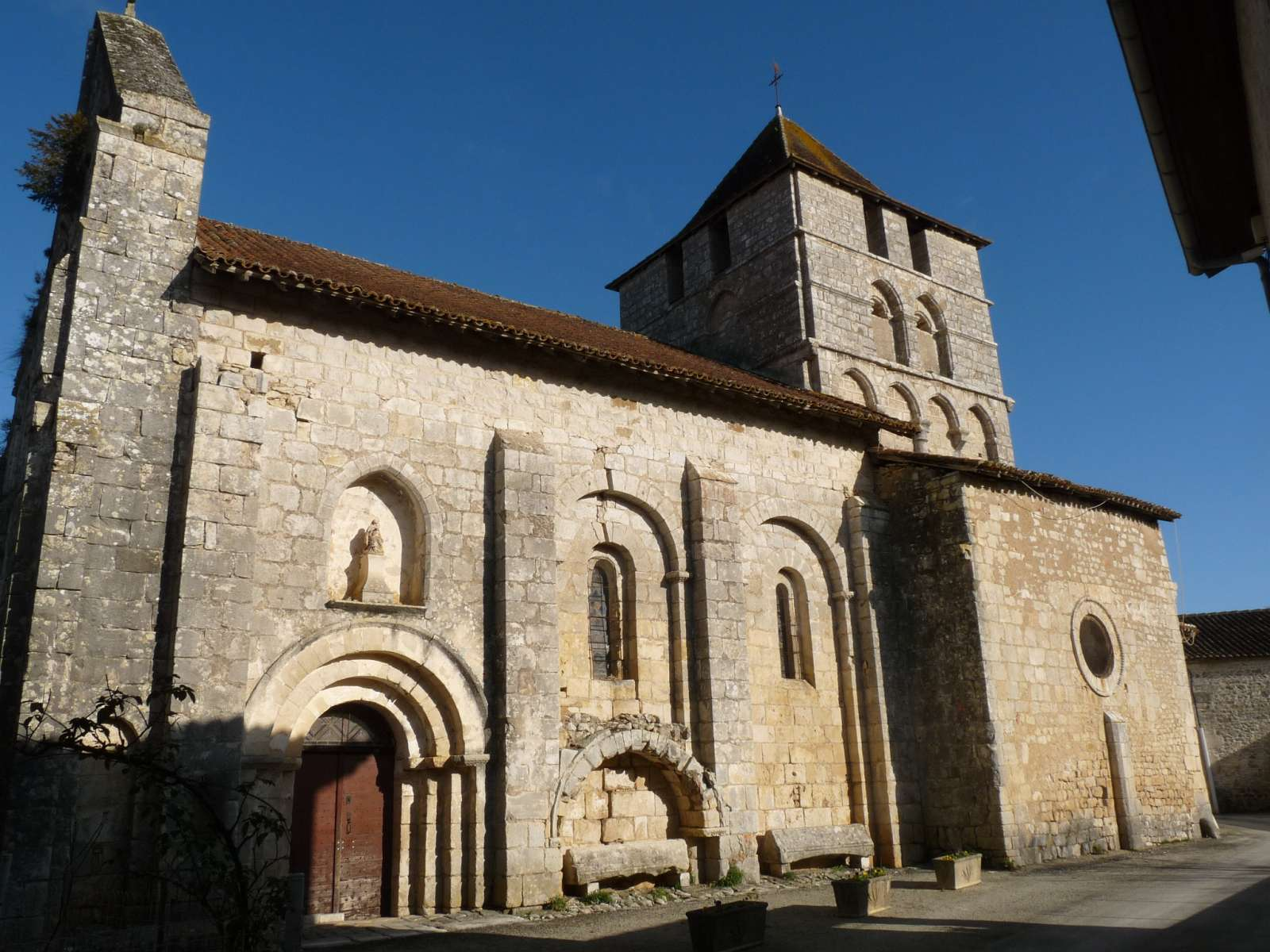
Façade sud-ouest
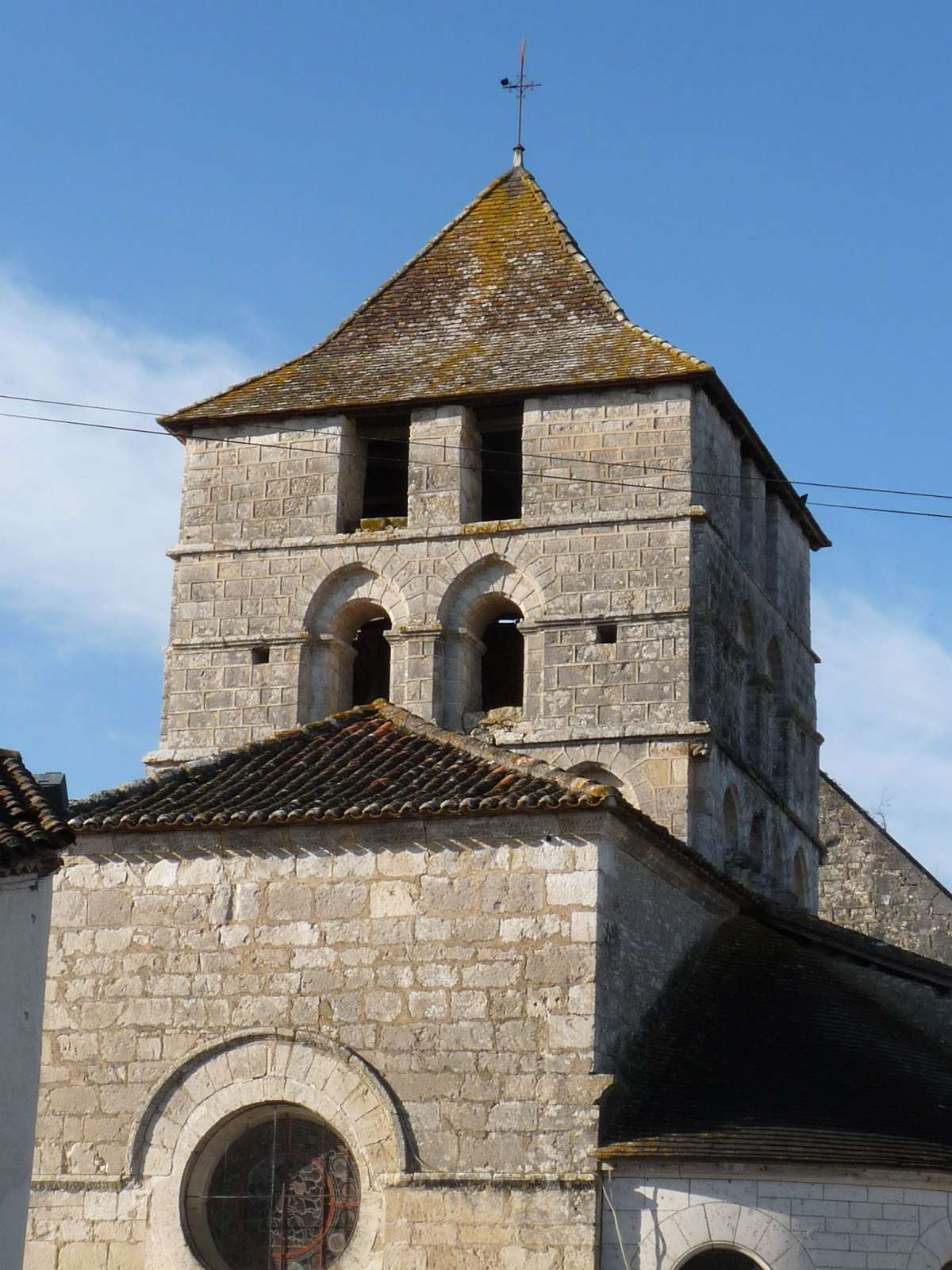
Le clocher carré
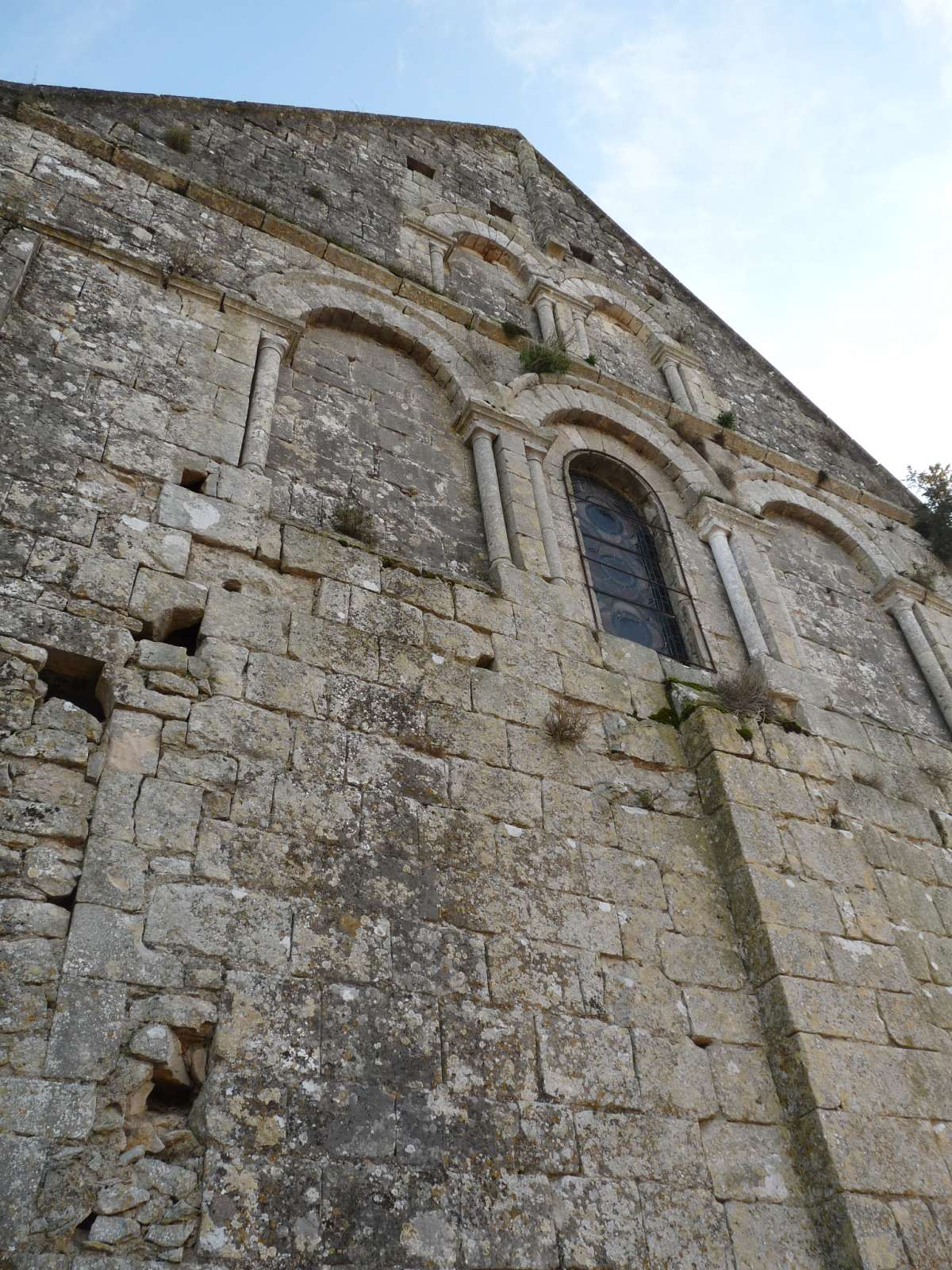
Mur nord-ouest
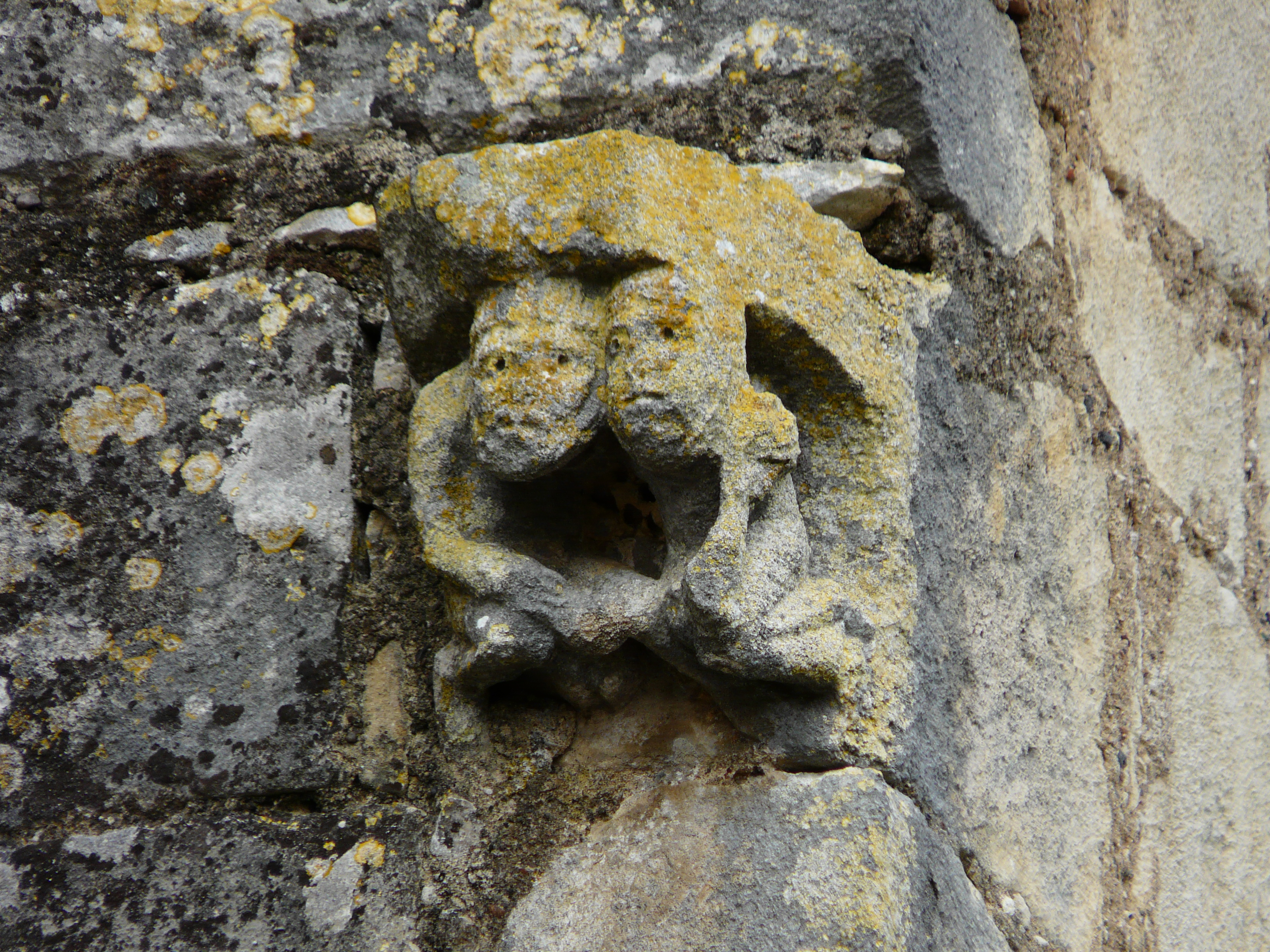
Un modillon
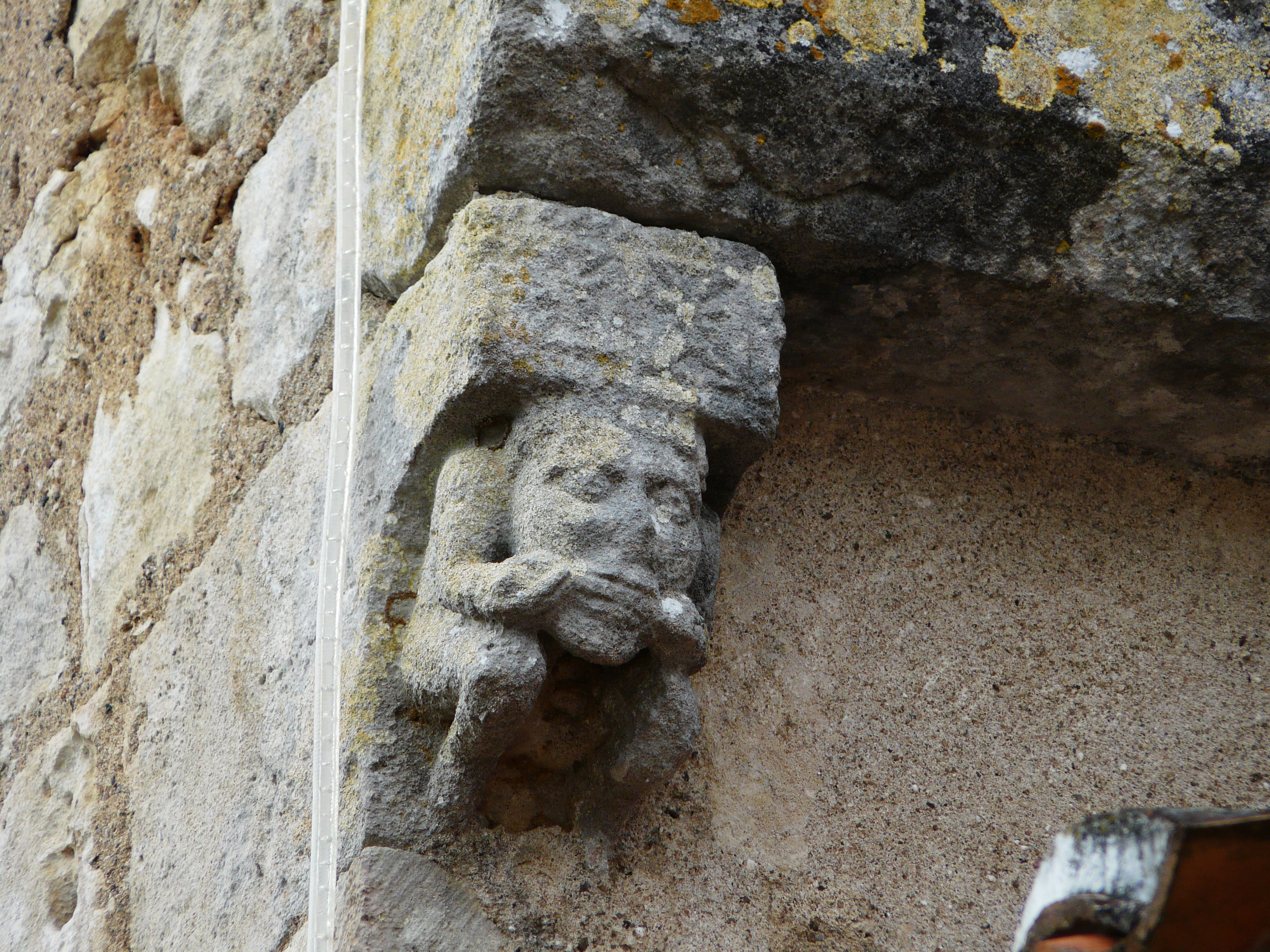
Autre modillon
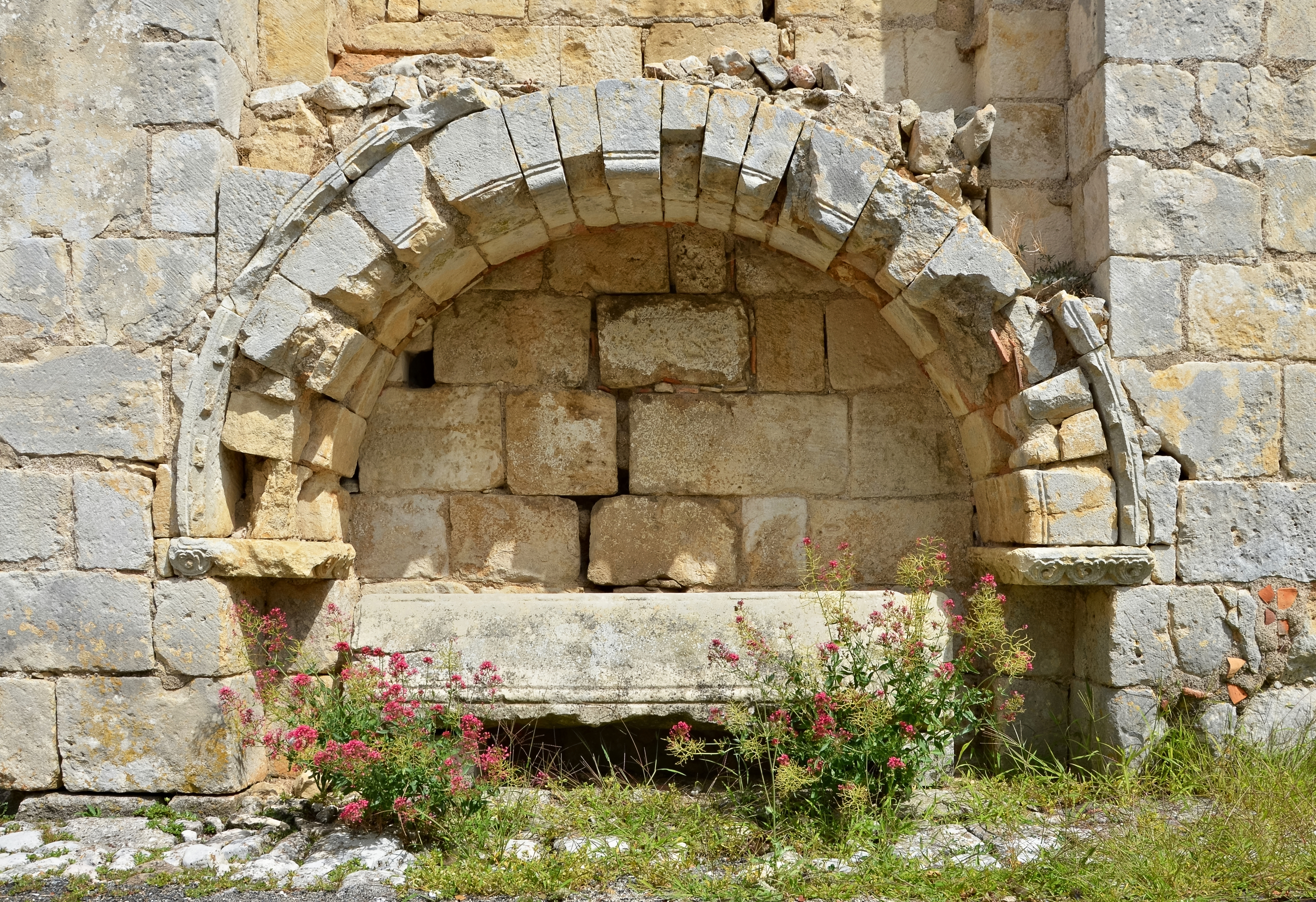
Enfeu près de l'entrée
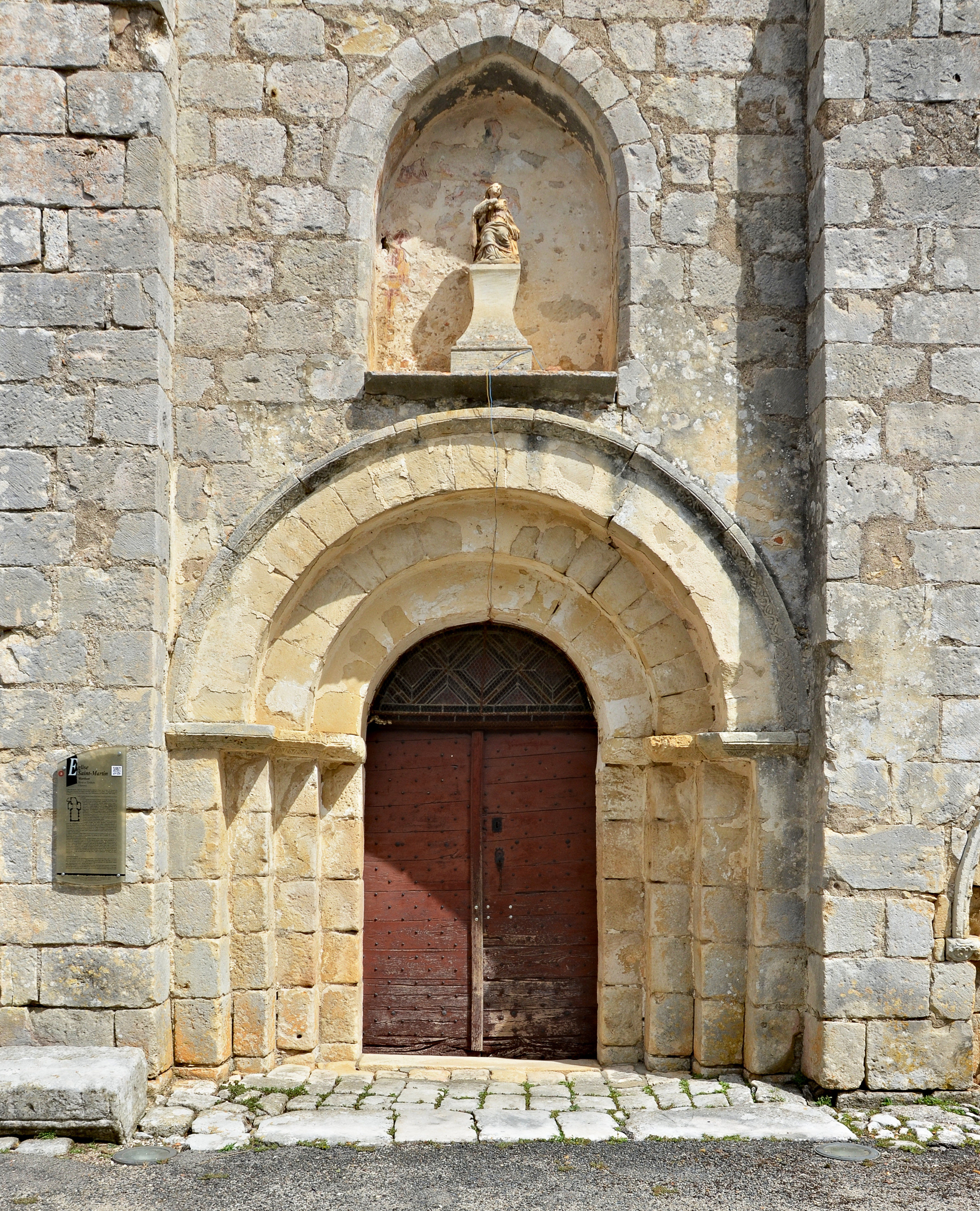
Le portail
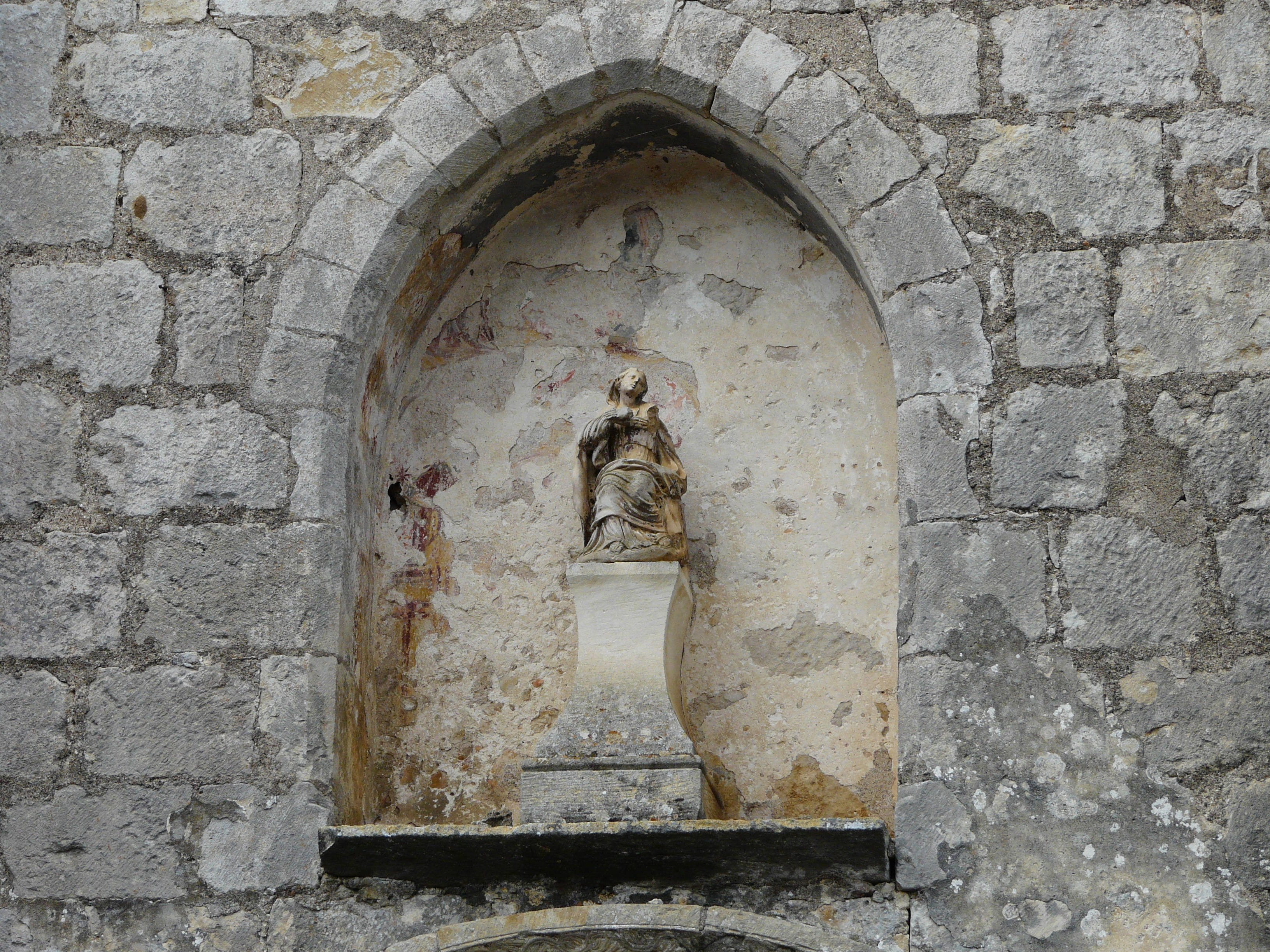
Statuette au-dessus du portail

#### Ancien prieuré de Saint-Sauveur

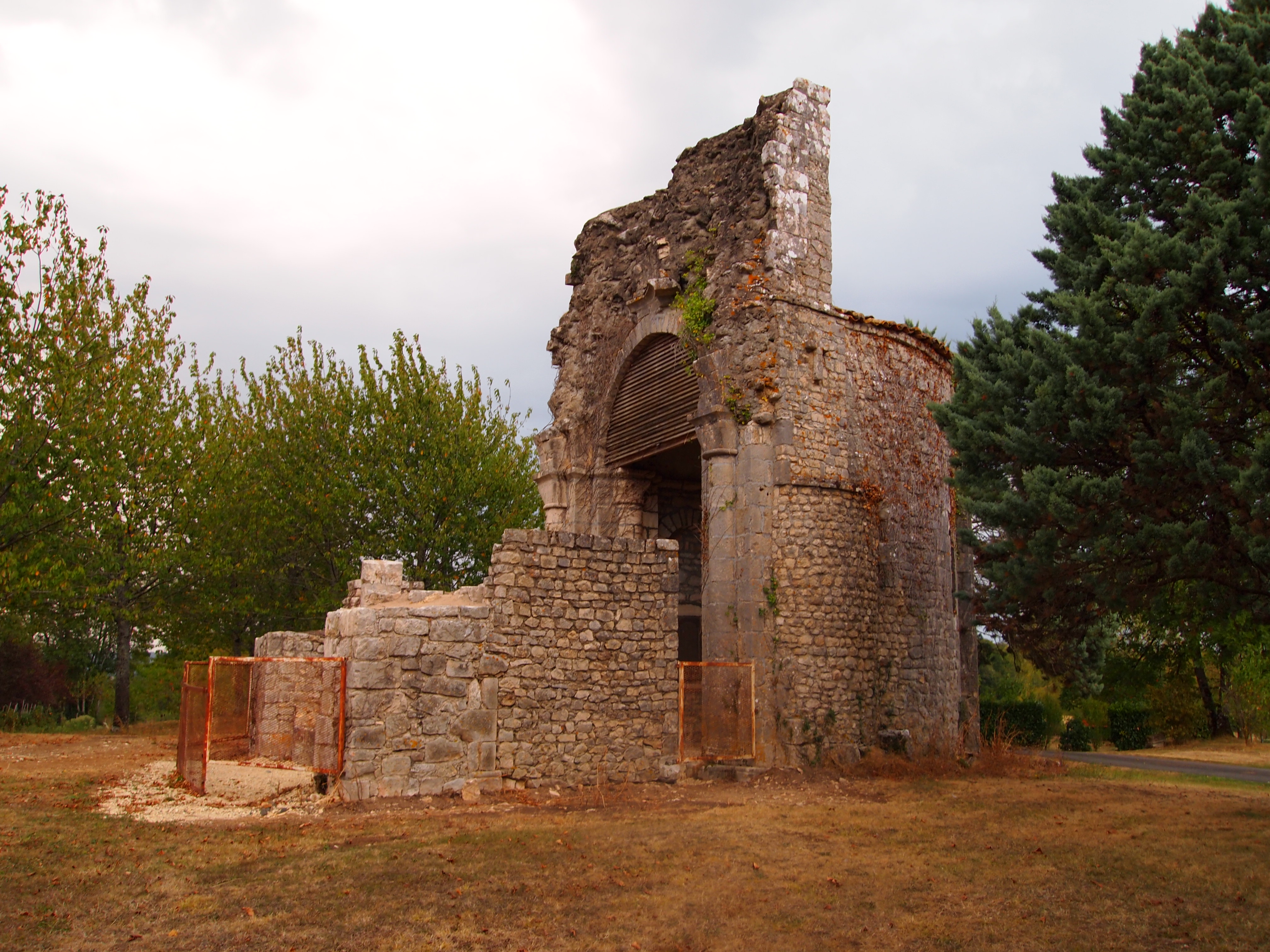
Vestiges de l'église de Saint-Sauveur.

L'ancien prieuré Saint-Sylvestre est situé au lieu-dit Saint-Sauveur. On y voit les vestiges de l'église des XIe et XIIe siècles, vicairie bénédictine perpétuelle de l'abbaye Saint-Florent de Saumur, et dont les registres commencent en 1638. Ce prieuré est inscrit monument historique depuis le 20 mars 1978.

#### Chapelle-porte

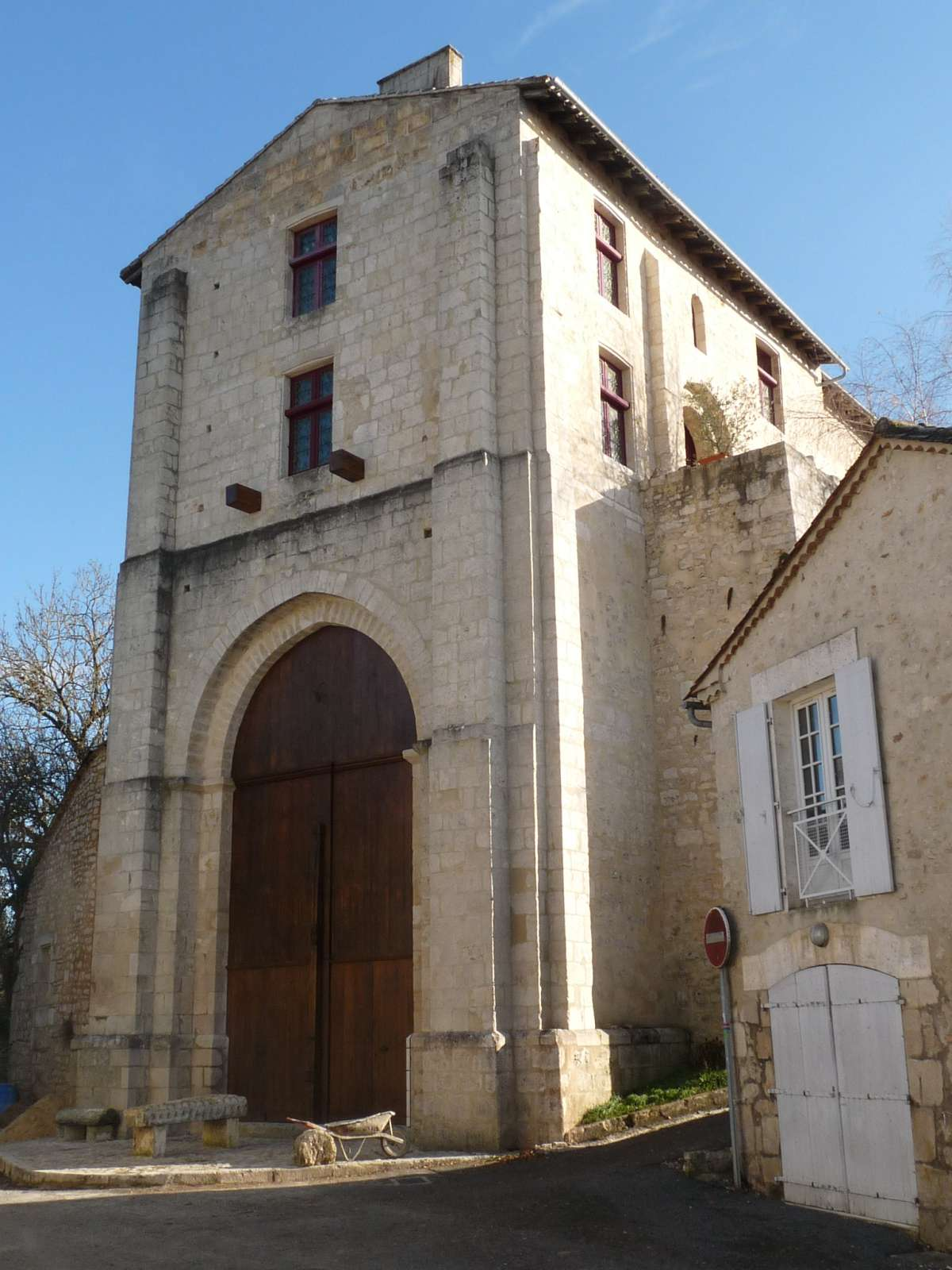
Ancienne chapelle-porte.

En contrebas du donjon, la chapelle-porte Saint-Jean-l'Évangéliste, d'architecture romane, permettait d'accéder au château. C'est aussi un logis.

## Personnalités liées à la commune
- Guy Tachard (1648-1712), jésuite et mathématicien à la Cour de Siam, est né à Marthon.
- Maurice Raynaud (1860-1927), homme politique français, député et ministre, est né à Marthon.

## Galerie

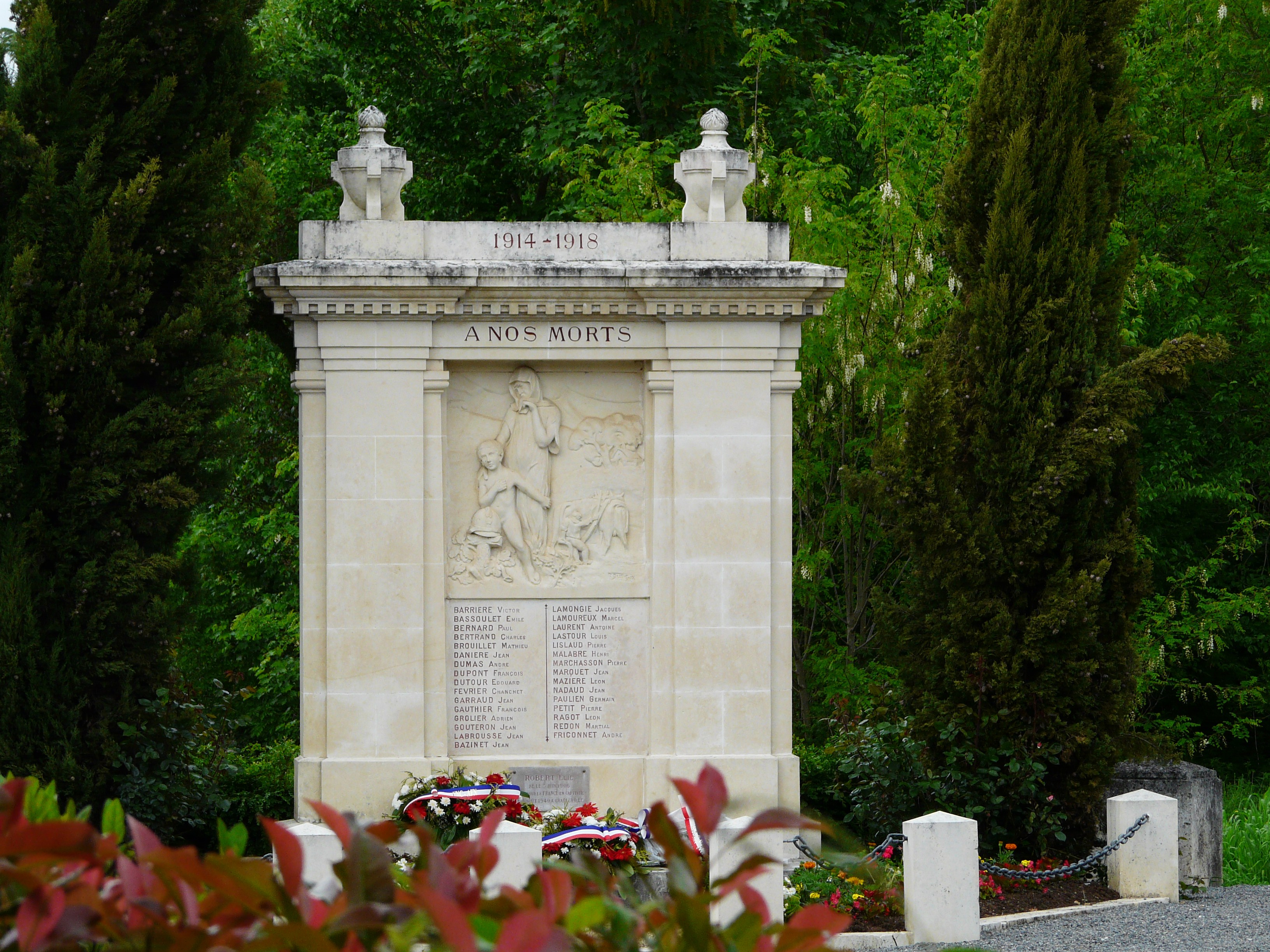
Monument aux morts 1914-1918.
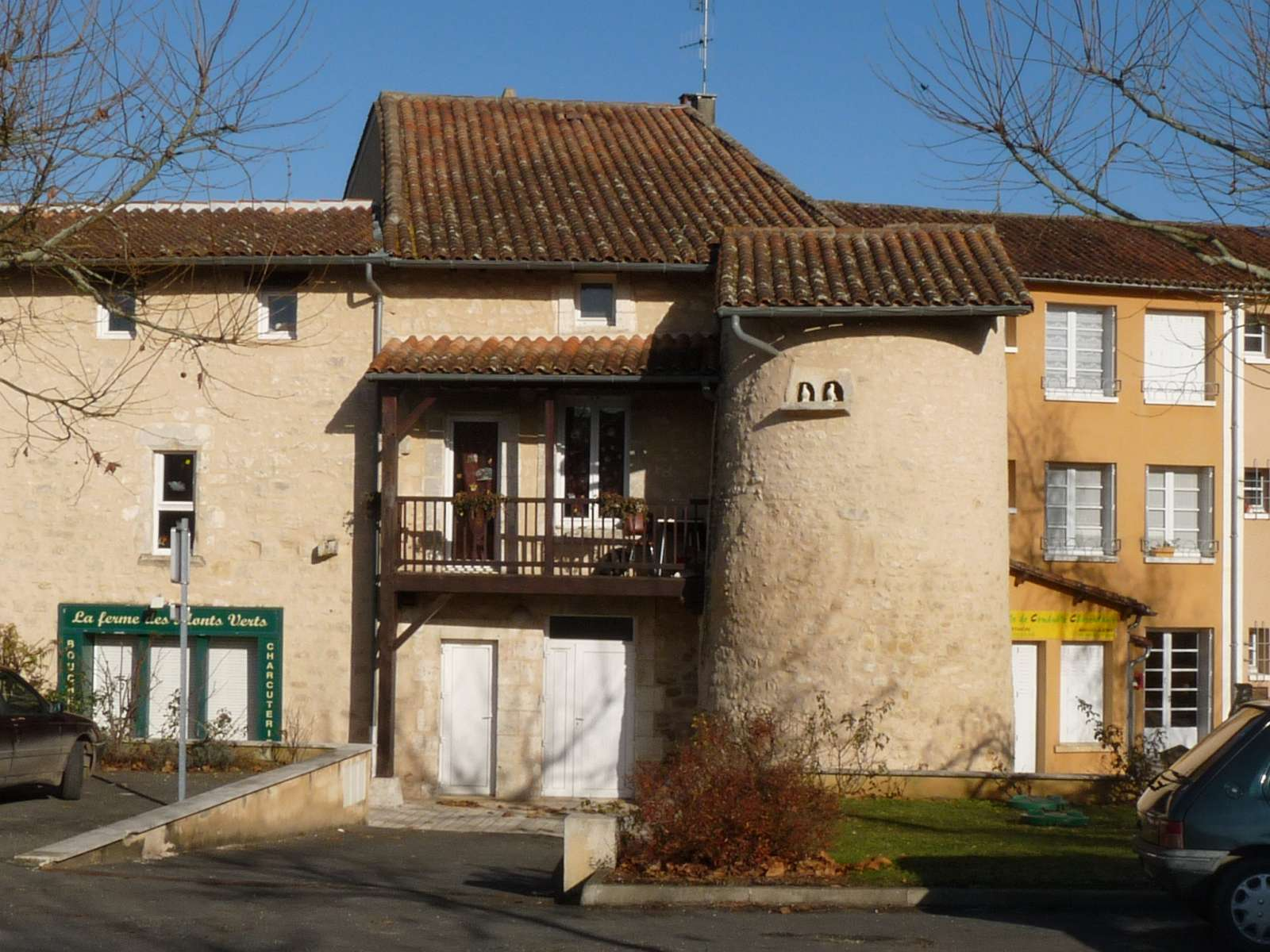
Maison et pigeonnier.
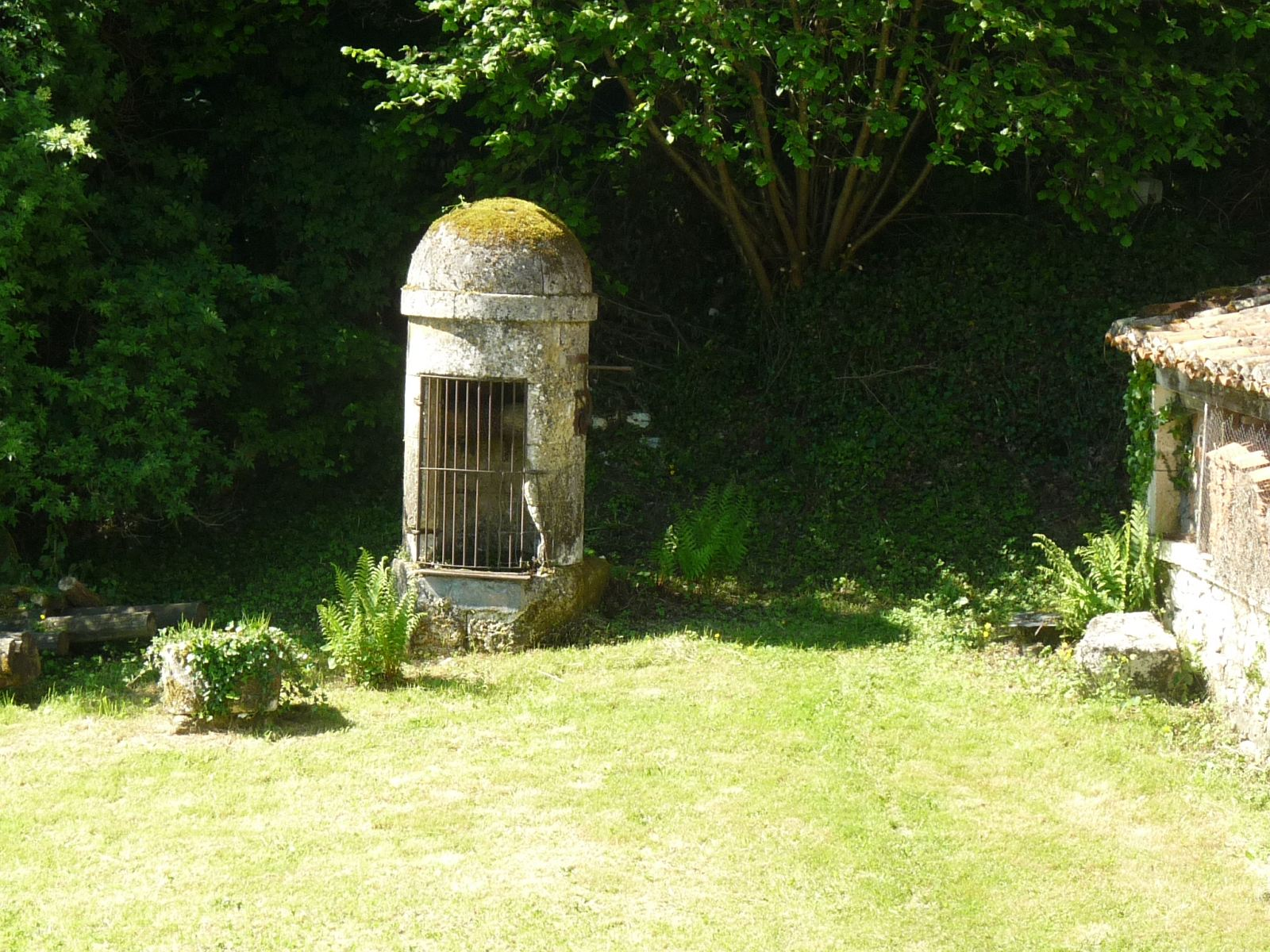
Puits.
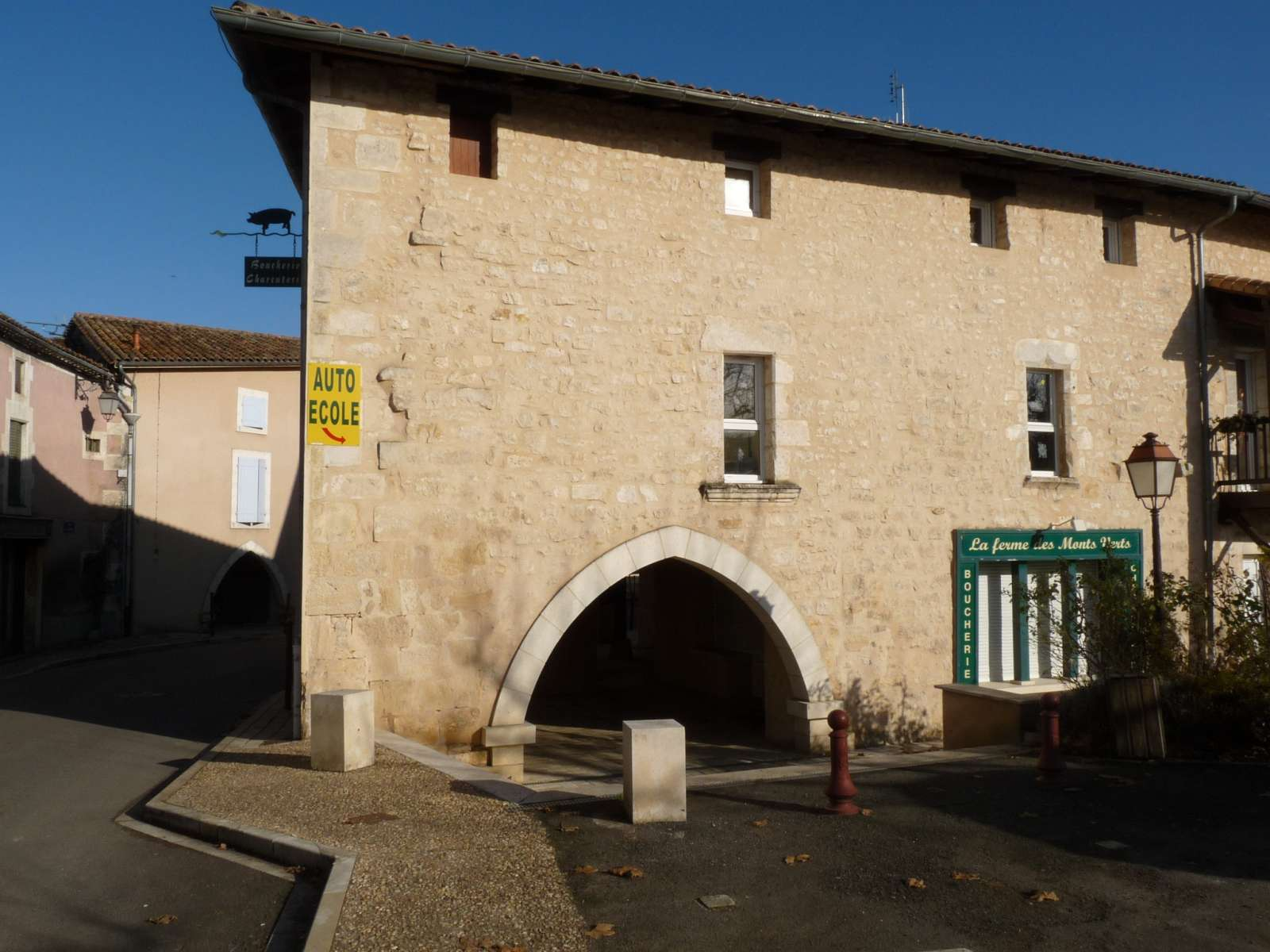
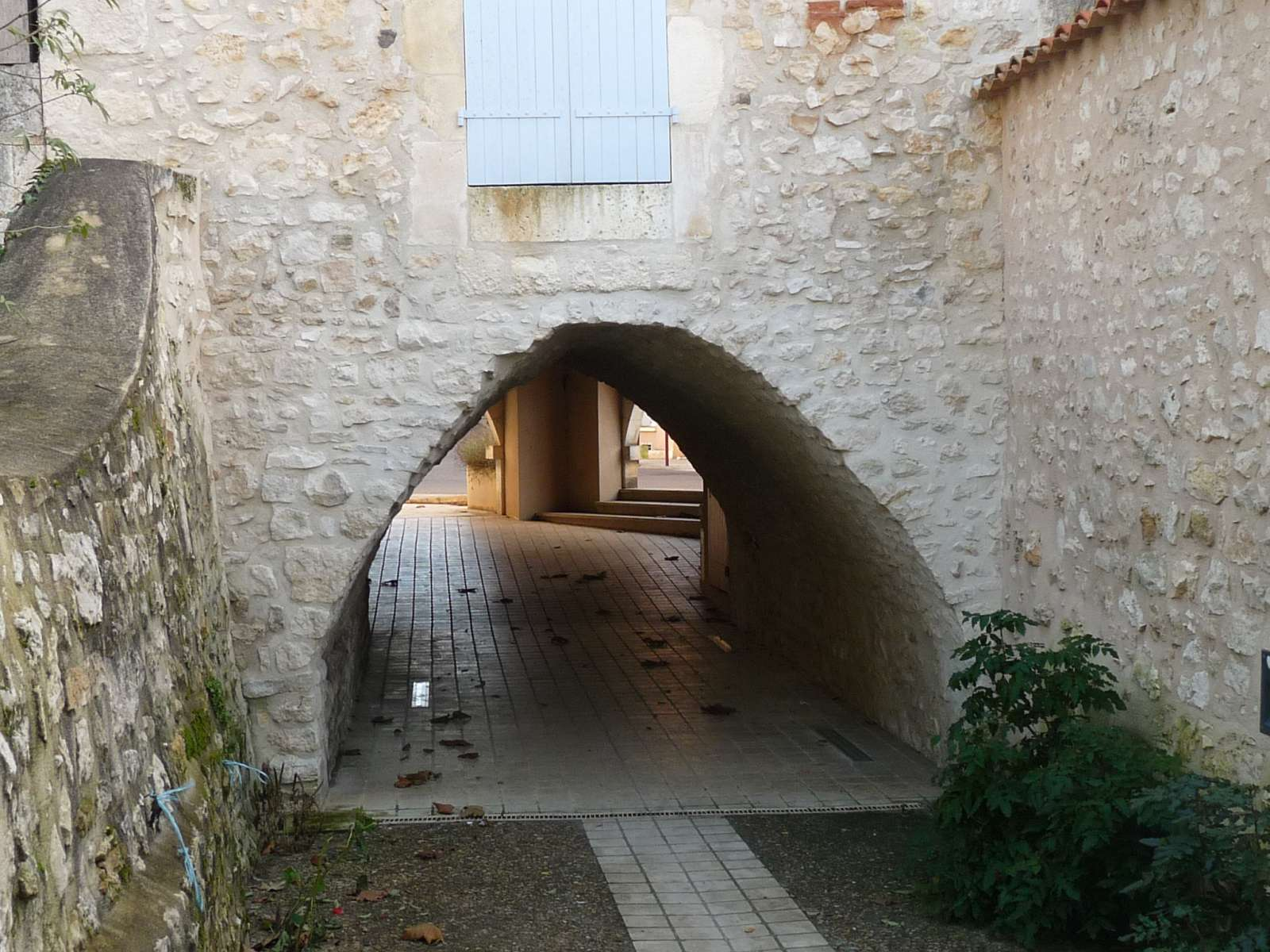
Arcades.
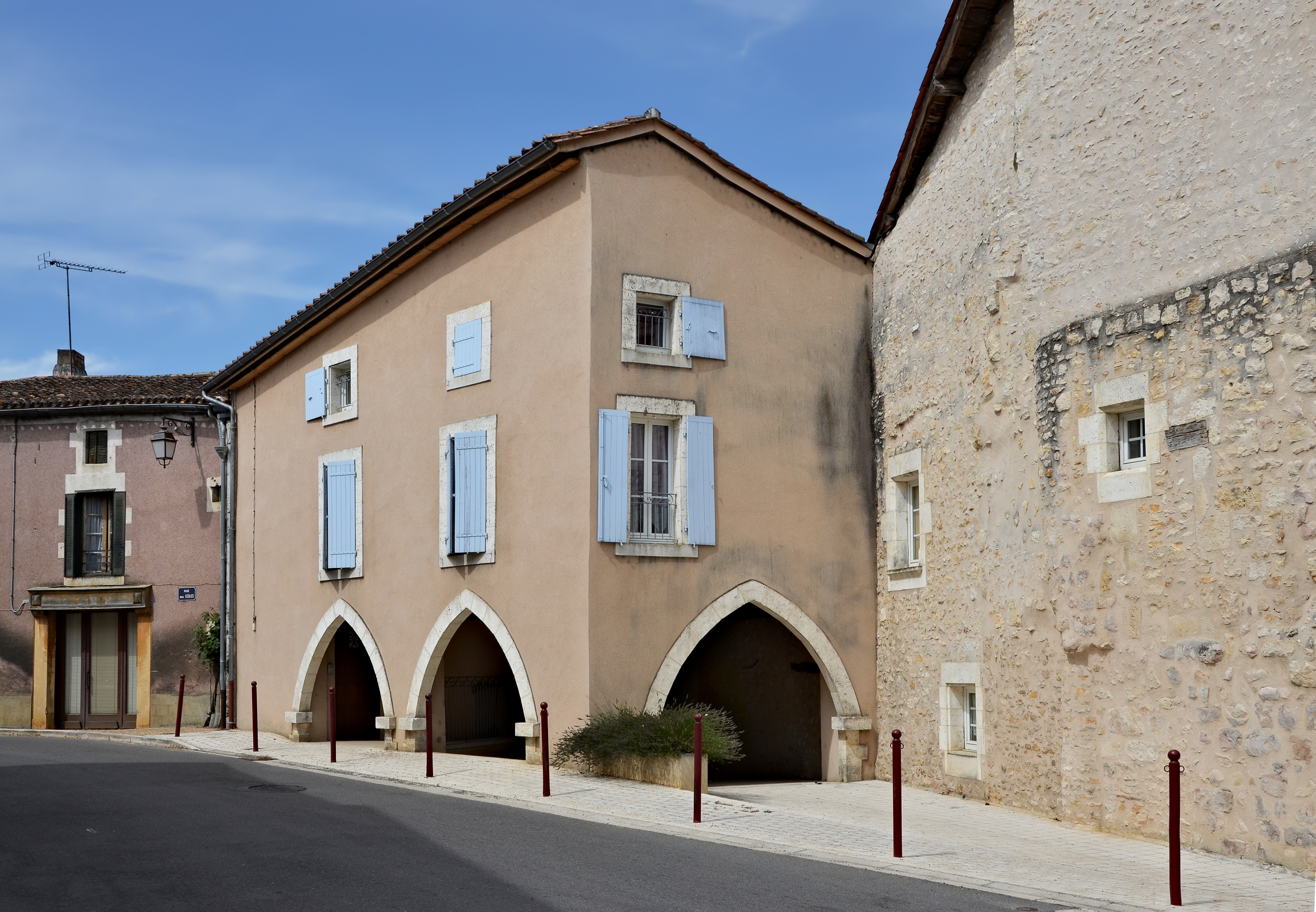